# Festival Internacional de Jazz de San Javier
El Festival Internacional de Jazz de San Javier se celebra desde 1998. En 2004 fue declarado Fiesta de Interés Turístico Regional en la Región de Murcia y en 2018 Fiesta de Interés Turístico Nacional.

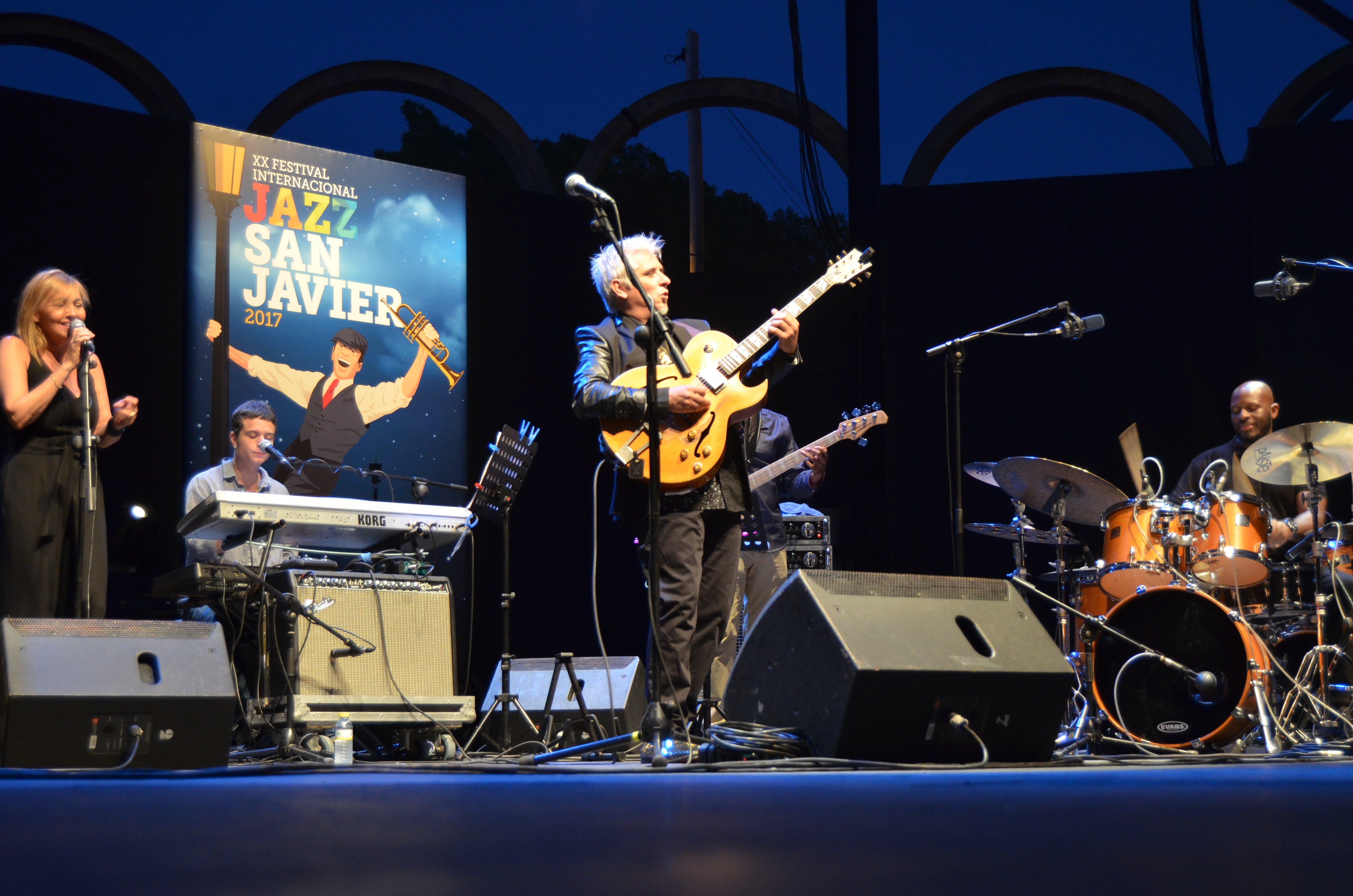
Actuación de Ximo Tebar en la edición de 2017; detrás, puede verse el cartel del festival

## Historia
Nació en 1998 a propuesta de Alberto Nieto, funcionario del Ayuntamiento de San Javier y conocido aficionado al jazz, contando con el apoyo del ayuntamiento de San Javier. La calidad de los participantes a lo largo de sus ediciones ha permitido que tenga gran repercusión nacional e internacional. Celebrado durante el mes de julio, su programación se centra en el trabajo de grandes figuras del mundo de jazz y en ofrecer actuaciones de diferentes corrientes jazzísticas. El festival se celebra en el recinto del auditorio municipal del parque Almansa, con capacidad para unas 2000 personas con buena visibilidad y que posee una estructura espacial similar a un teatro romano.

## Ediciones

### Ediciones recientes (desde 2015)

#### XVIII edición, 2015
La 18.ª edición del Festival de Jazz de San Javier estuvo dedicada a la memoria de B.B. King, Joe Sample, Charlie Haden, Jimmy Scott, Johnny Winter y Tim Hauser.
Los artistas participantes fueron: CMD & The Nomads, John Hiat & The Combo, Tony Desare Quartet, Antonio Carmona, Jackson Browne, Martin Barre, Larry Graham, Ginesa Ortega & Raynald Colom Cuarteto, Lynne Arriale, Grace Kelly & Cecile Verny, Kenny "Blues Boss" Wayne & The Drew Davies rhythm combo, Janiva Magness, Brad Mehldau Trío, Bill Charlap Trío, Ruthie Foster, Richard Galliano, Antonio Lizana septeto, Dianne Reeves, Enrique Heredia, Nettwork (Charnett Moffett, Stanley Jordan, Jeff Watts y Casimir Liberski); Daniel Picazo, Diego de Lera, Felipe Cucciardi e invitados; Carla Cook y Albert Bover Trío, Royal Southern Brotherhood, Joe Louis Walker, Cales Benavent Trío, Antonio Serrano y Tomasito. El premio del festival de esta edición fue para Dianne Reeves.

#### XIX edición, 2016
En esta edición se han realizado cuatro conciertos gratuitos: dos en Santiago de la Ribera, uno en San Javier y otro en la Manga del Mar Menor.

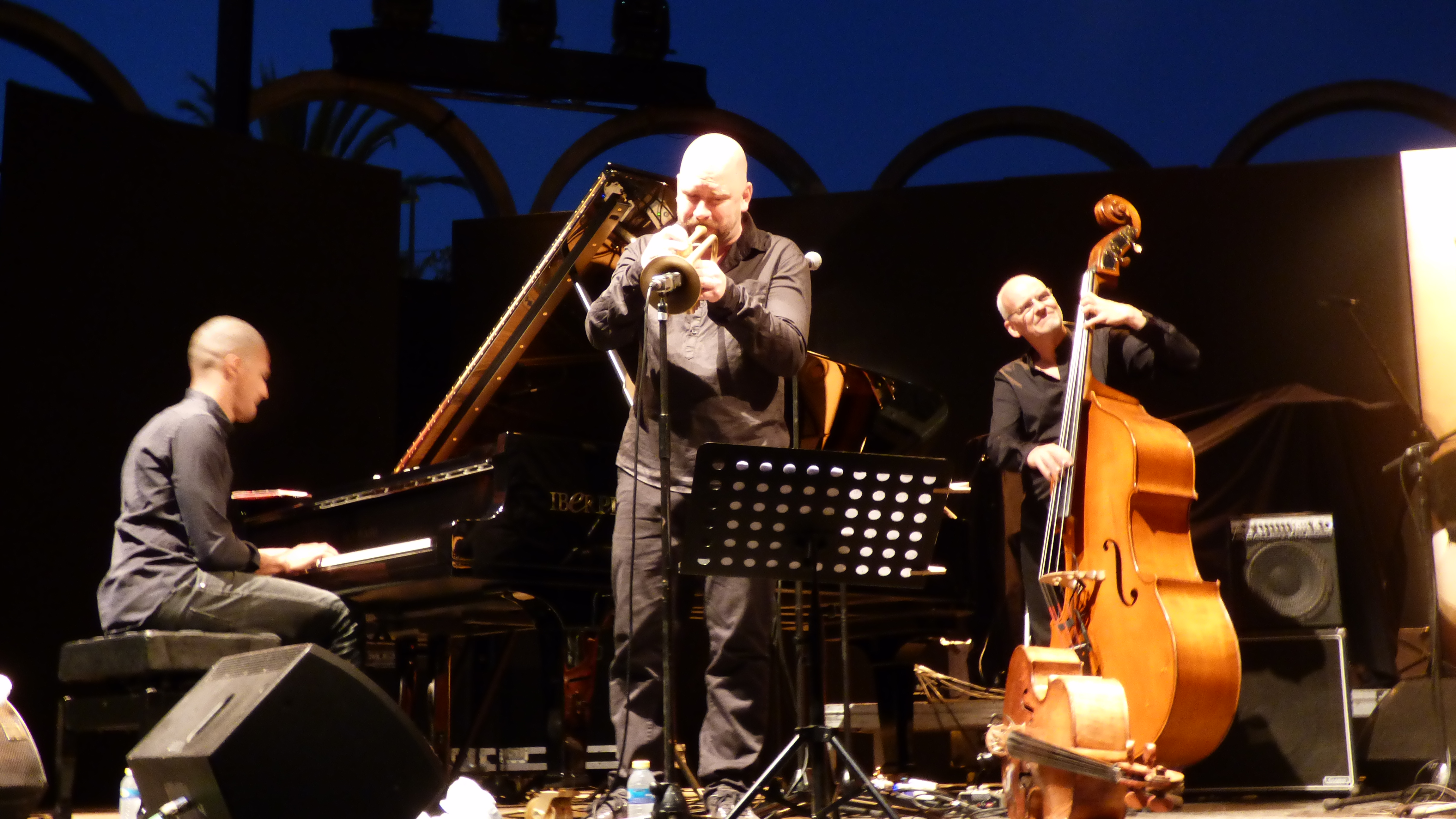
Concierto inaugural de Lars Danielsson New Quintet

Los artistas participantes fueron: Lars Danielsson New Quintet (Magnus Óstróm, Grégory Privat, John Parricelli Sebastian Studnitzky);  Ken Hensley & Our Propaganda; Kirk Lightsey & Antonio Serrano; Nik West; Ignasi Terraza Cuarteto & Ronald Baker; Keb' Mo'; Ludovic Beier Trio & Costel Nitescu; Myles Sanko; Solomon Hicks; Joshua Redman Quartet; Toni Zenet; Spiro Gyra; Steve Vai; Pike Cavalero; Jon Cleary & The Absolute Monster Gentlemen; Mike Stern & Bill Evans Band; Trouper's Swing Band; Jaume Vilaseca Trío y Mar Vilaseca; The JB's Original Band; Dorantes & Renaud García Fons; Melody Gardot; Ray Gelato's Enforcers; Sarah Mckenzie; The London Community Gospel Choir; Ellis Marsalis Quartet (Ellis Marsalis, Darryl Hall, Mario Gonzi y Jesse Davis) y Kevin Mahogany, Dado Moroni & Ulf Wakenius. 
El premio del festival se concedió ex aequo para el cantante norteamericano Kevin Mahogany y el pianista catalán Ignasi Terraza.
Los carteles empleados en la promoción y anuncios del festival en las últimas ediciones fueron realizados por Ramón Torres.

#### XX edición, 2017

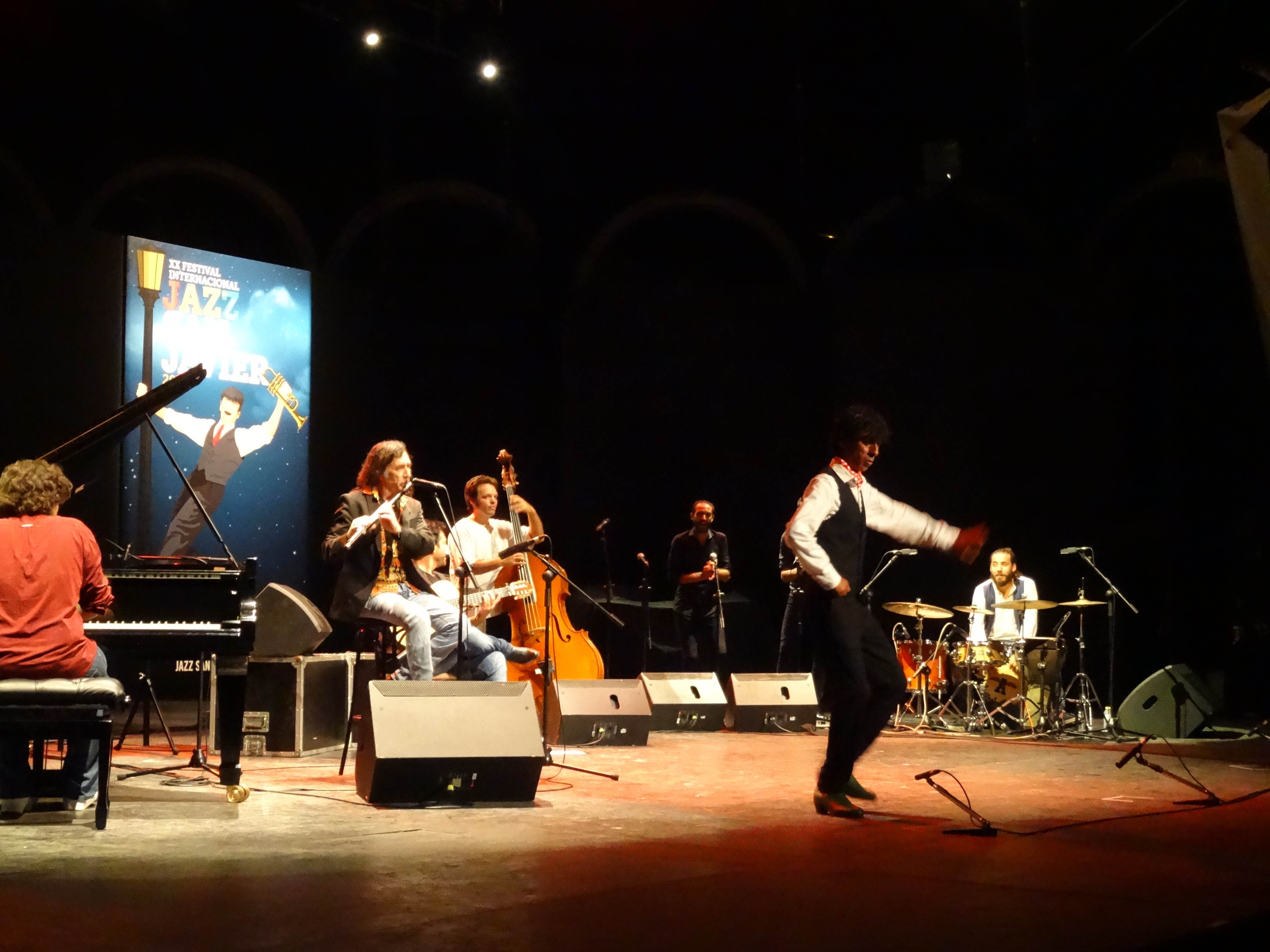
Concierto de Jorge Pardo

El festival celebra su edición número veinte. Esta edición está dedicada al saxofón, con la presencia de destacados saxofonistas de jazz y blues. Del 30 de junio al 30 de julio, participarán en diversos conciertos grandes saxofonistas de jazz como Charles Lloyd, Houston Person, Kirk Whalum, Jorge Pardo, José Luis Gutiérrez, Jim Tomlinson y Ray Gelato. En el ámbito del R&B y Blues figuran en cartel saxofonistas de la talla de Sax Gordon o Dani Nel.Lo. El cierre del festival corrió a cargo de uno de los grandes del jazz europeo, ganador de 3 Oscar y de 5 premios Grammy; el francés Michel Legrand, pianista, arreglista, y compositor de más de 200 bandas sonoras y de canciones que se han convertido en clásicos del jazz. 
La edición 2017 de Jazz San Javier, como es habitual, se dedica a la memoria de varios músicos que pasaron por su escenario y que han fallecido recientemente, como Al Jarreau, Bobby Hutcherson, Larry Coryell, Toots Thielemans, y también al promotor musical Manolo Serra. 
El premio del festival se ha concedido al guitarrista y cantante estadounidense John Pizzarelli.
En esta edición se presentó el libro 'Músicas en un cartel', libro reúne la historia del Festival de Jazz en San Javier a través de sus carteles, de los autores Julián Díaz y Pilar Escanero, que supone la primera aportación bibliográfica al Festival.

#### XXI edición, 2018
Esta edición se celebra del 30 de junio al 28 de julio, y los artistas como The Mavericks, Pat Metheny, Chick Corea, Kurt Elling y Vonda Shepard encabezan el programa. Durante sus 12 noches de conciertos y 4 conciertos gratuitos, se dan cita también Kyle Eastwood, Luis Salinas, Joao Bosco, Kenny Garrett, Antonio Serrano, Ignasi Terraza o René Marie, entre otros grandes artistas. Como el año anterior, el festival vuelve a salir a la calle con conciertos gratuitos en Santiago de la Ribera, La Manga del Mar Menor y San Javier. El premio del festival se ha concedido al pianista estadounidense Chick Corea. El cartel de esta edición está realizado por Rubén Alesando Lucas García, por decisión del jurado del 19 de diciembre de 2017.

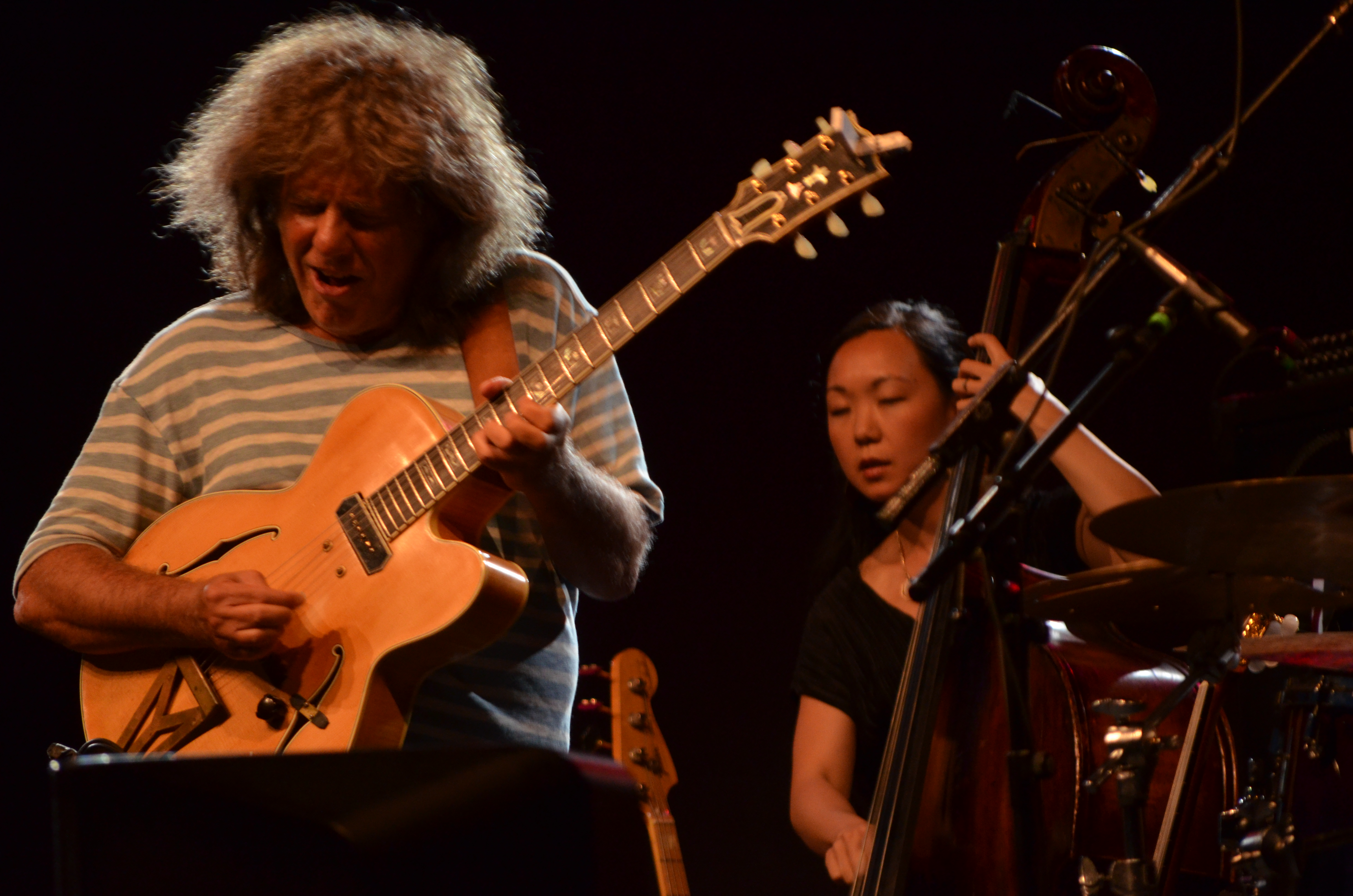
Pat Metheny con el grupo Unity
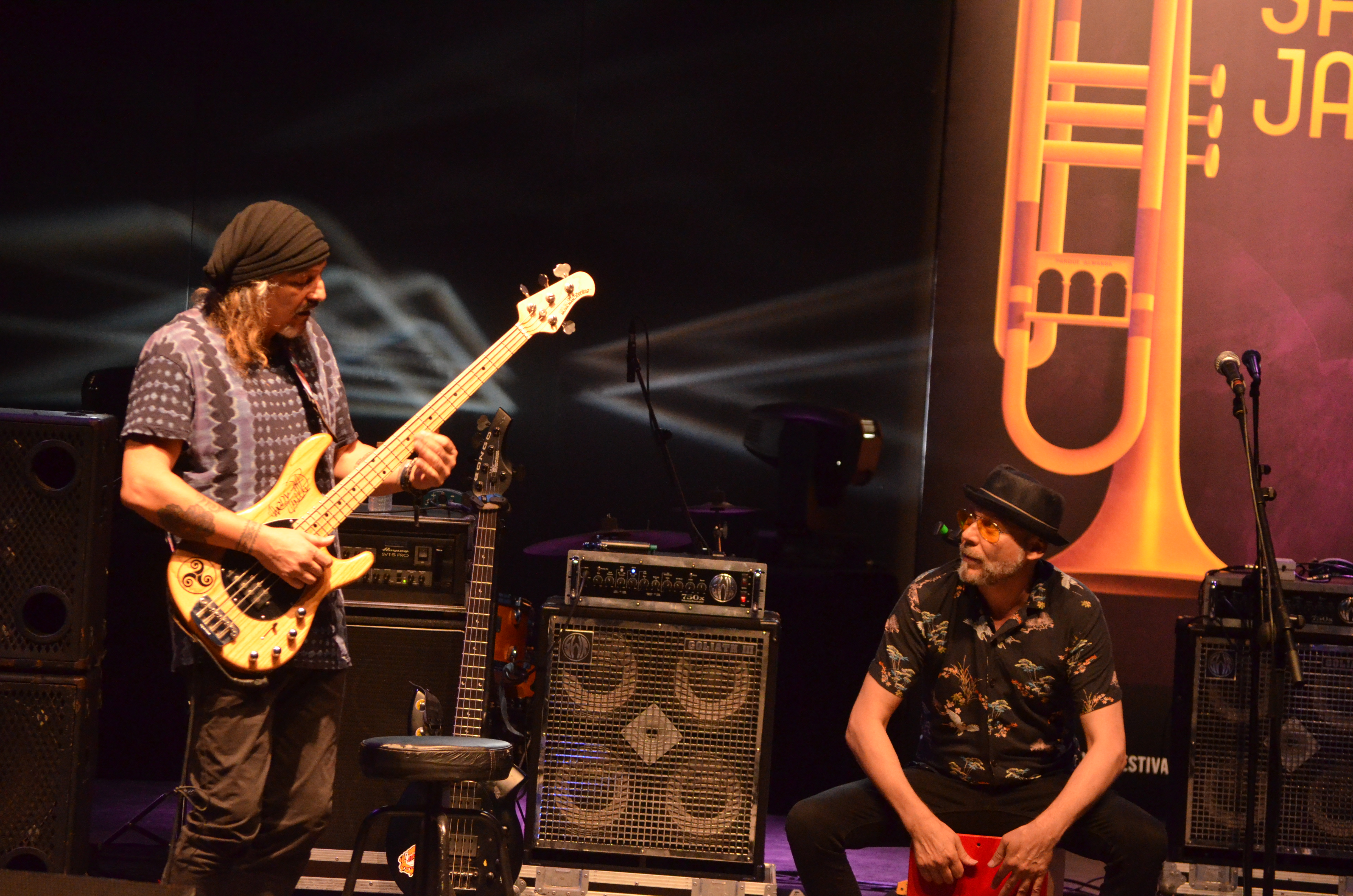
Pepe Bao Group, concierto de apertura
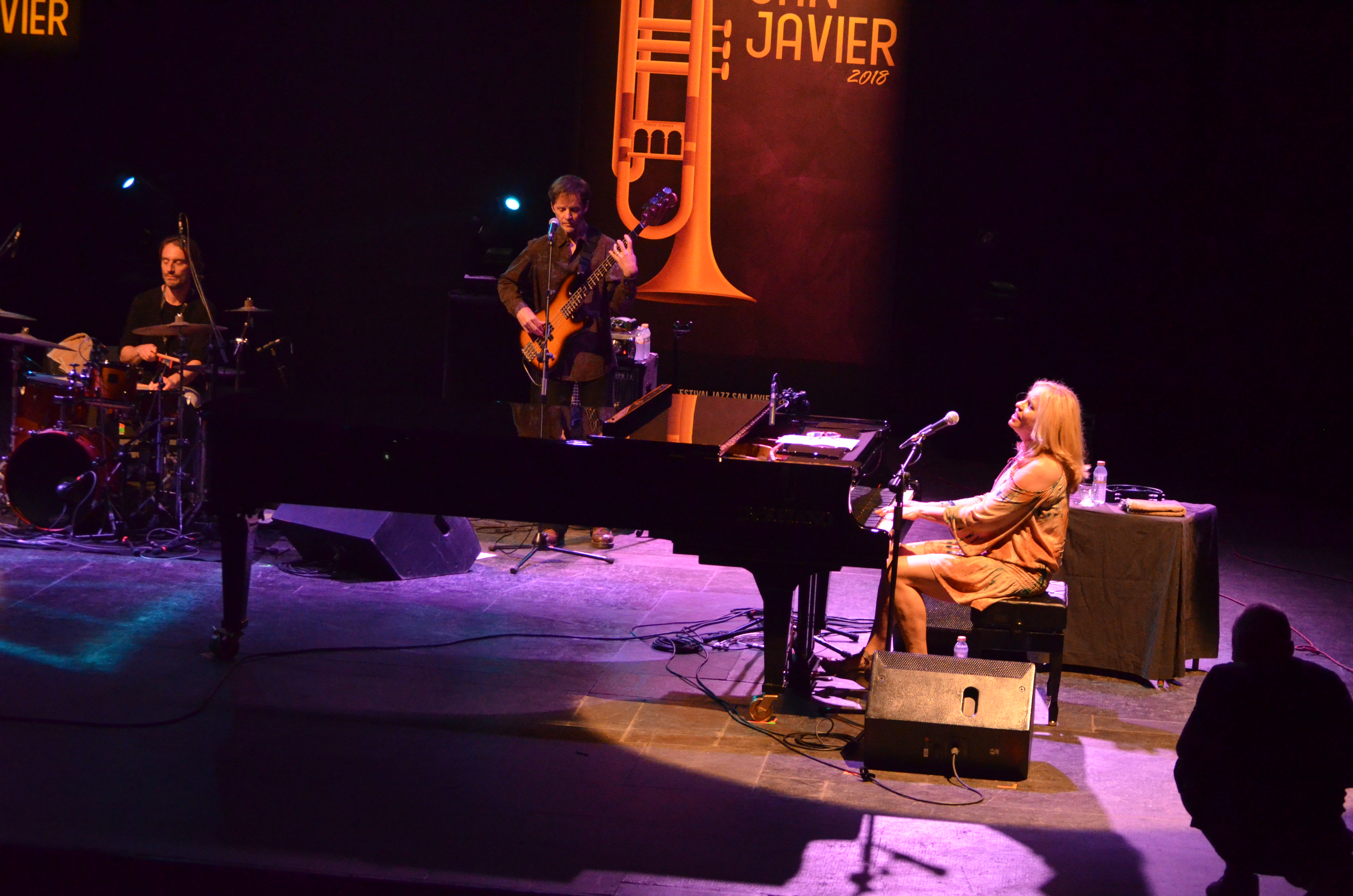
Vonda Shepard

#### XXIII edición, 2021
La edición programada para el año 2020 tuvo que cancelarse por las medidas de distanciamiento social motivadas por la pandemia del Covid-19, el año 2021 volvió a su actividad aún con medidas de protección para el público asistente y reducción de aforo. Esta edición se celebra del 16 de julio al 1 de agosto, y participan artistas como los pianistas Brad Mehldau y Monty Alexander, Daniel García, la violinista Maureen Choi o el acordeonista Marc Berthoumieux. Se realizó un espectáculo de cierre en homenaje a Chick Corea, fallecido recientemente, con la . participación de Carles Benavent, Jorge Pardo, Niño Josele y Tino di Geraldo, entre otros. En esta edición se concedieron dos premios del festival, uno para el pianista Monty Alexander y también a Alberto Nieto, director del festival desde sus inicios, anunciando su retirada. En diciembre de 2021 se editó como disco el directo del concierto del chelista Matthieu Saglio, con el título Live in San Javier 2021. El cartel fue elaborado por el diseñador y publicista Jorge Martínez a partir de una obra del pintor Luis Feito.

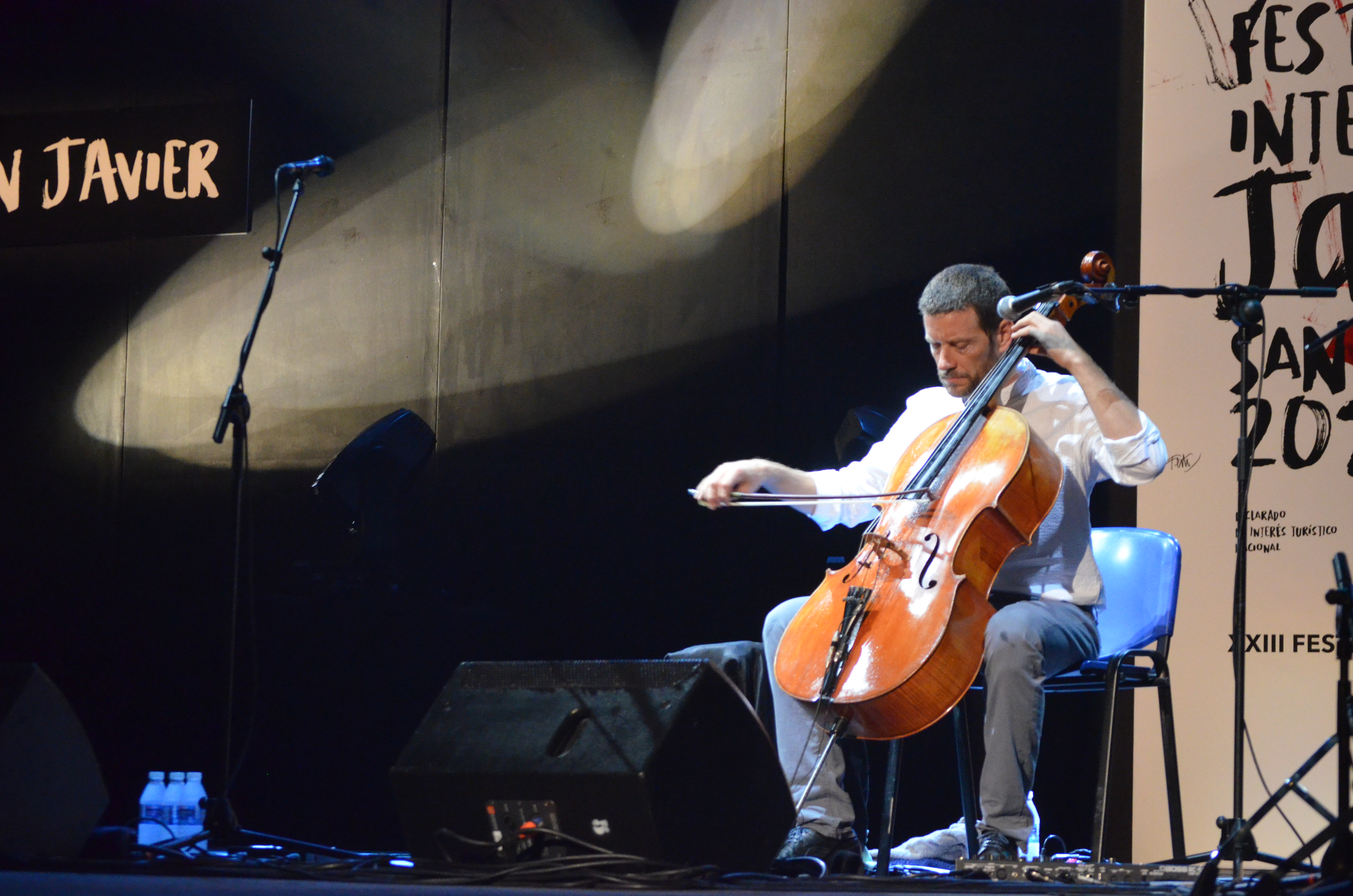
Matthieu Saglio
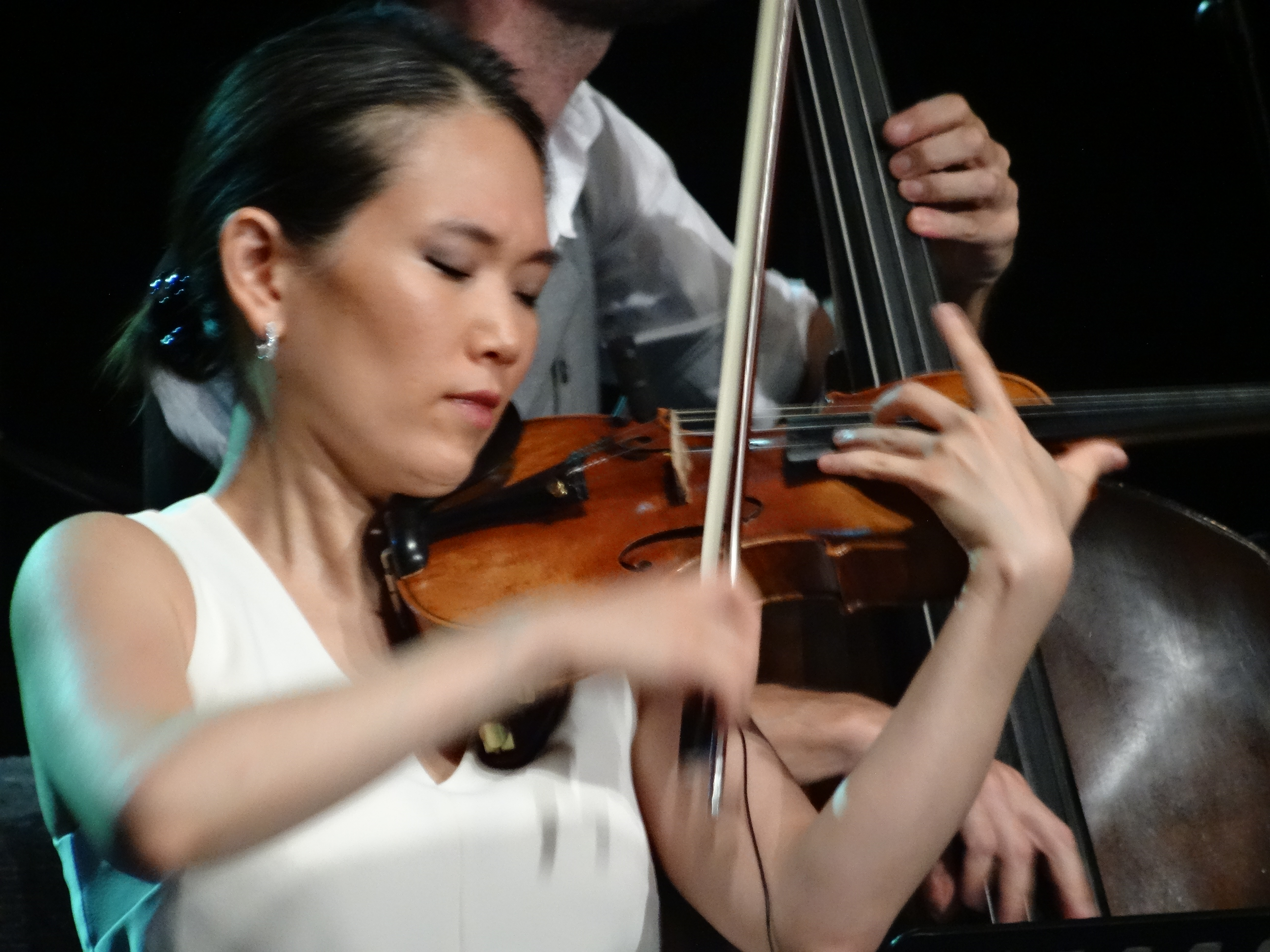
Maureen Choi
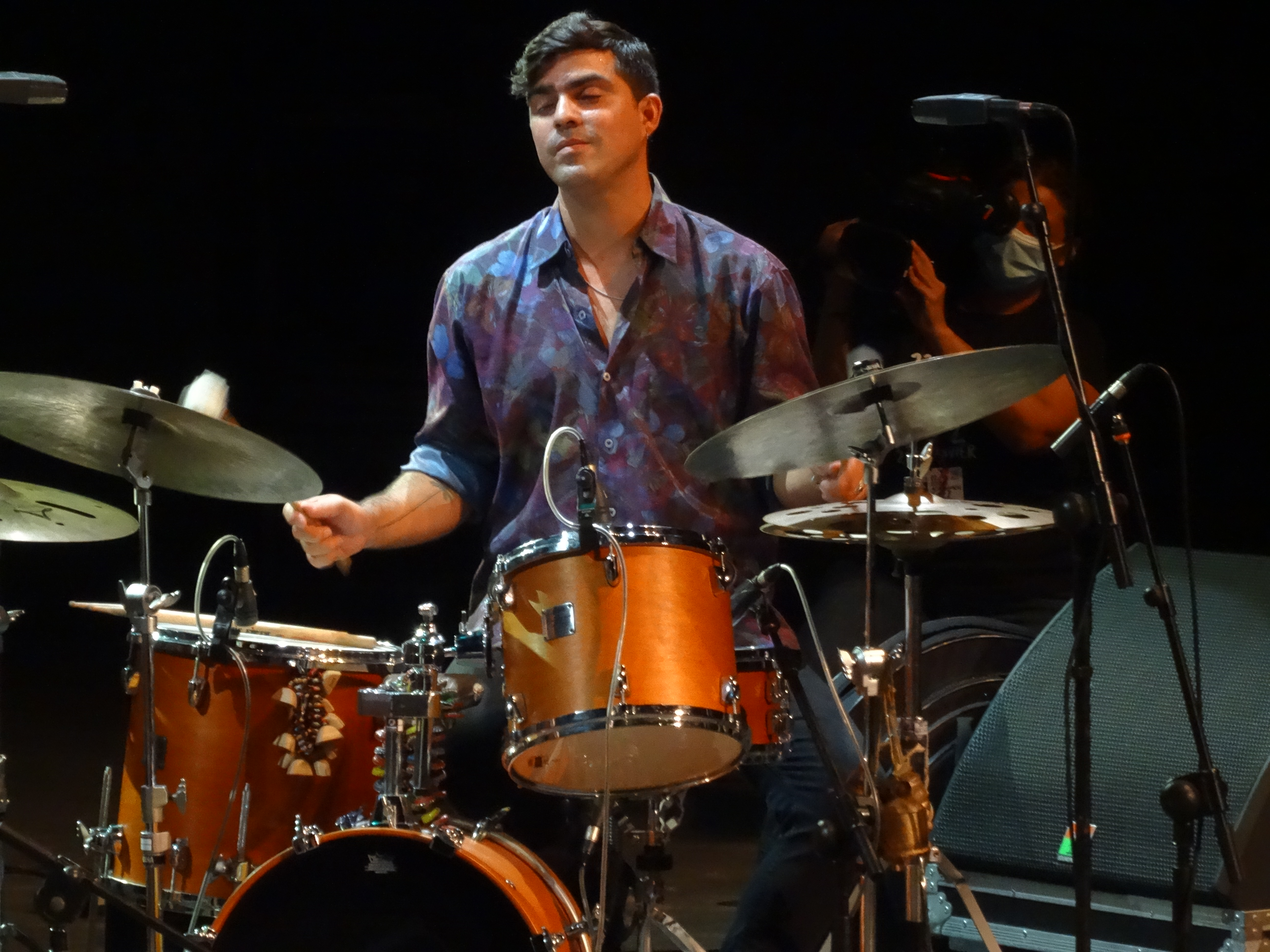
Michael Olivera

#### XXIV edición, 2022
La edición de este año se celebra durante las tres primeras semanas de julio, y se dedica especialmente a la guitarra y el piano. En el programa tienen presencia músicos norteamericanos como el guitarrista Steve Vai; la banda Vintage Trouble, que tocará por primera vez en la Región; los guitarristas Peter Bernstein y Mark Whitfield, junto con el pianista Emmet Cohen; y el Terrel Stafford and Bruce Barth Trio, con Sara Dowling como artista invitada, entre otros. Entre las novedades de este años están las actividades paralelas, con más música en la calle: conciertos gratuitos a La Manga del Mar Menor, Santiago de la Ribera y el centro de San Javier, además del ciclo Jazz in the gardens, que tienen lugar en los Jardines de San Blas, en colaboración con el Conservatorio de Música de San Javier y a artistas locales, como la vocalista Dora Helena. El cartel de esta edición ha sido realizado por el artista Dr. Juanpa.

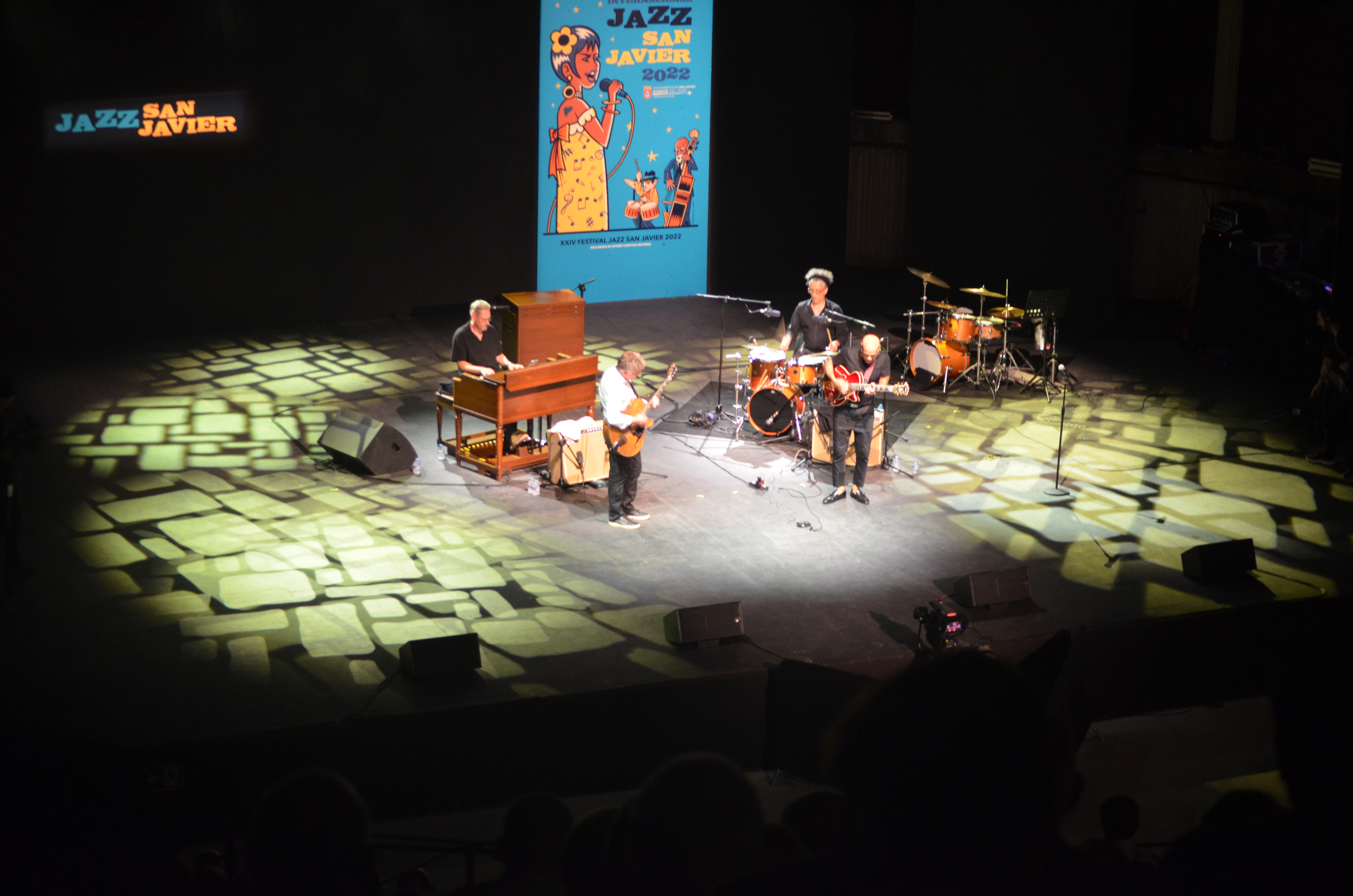
Peter Bernstein y Mark Whitfield
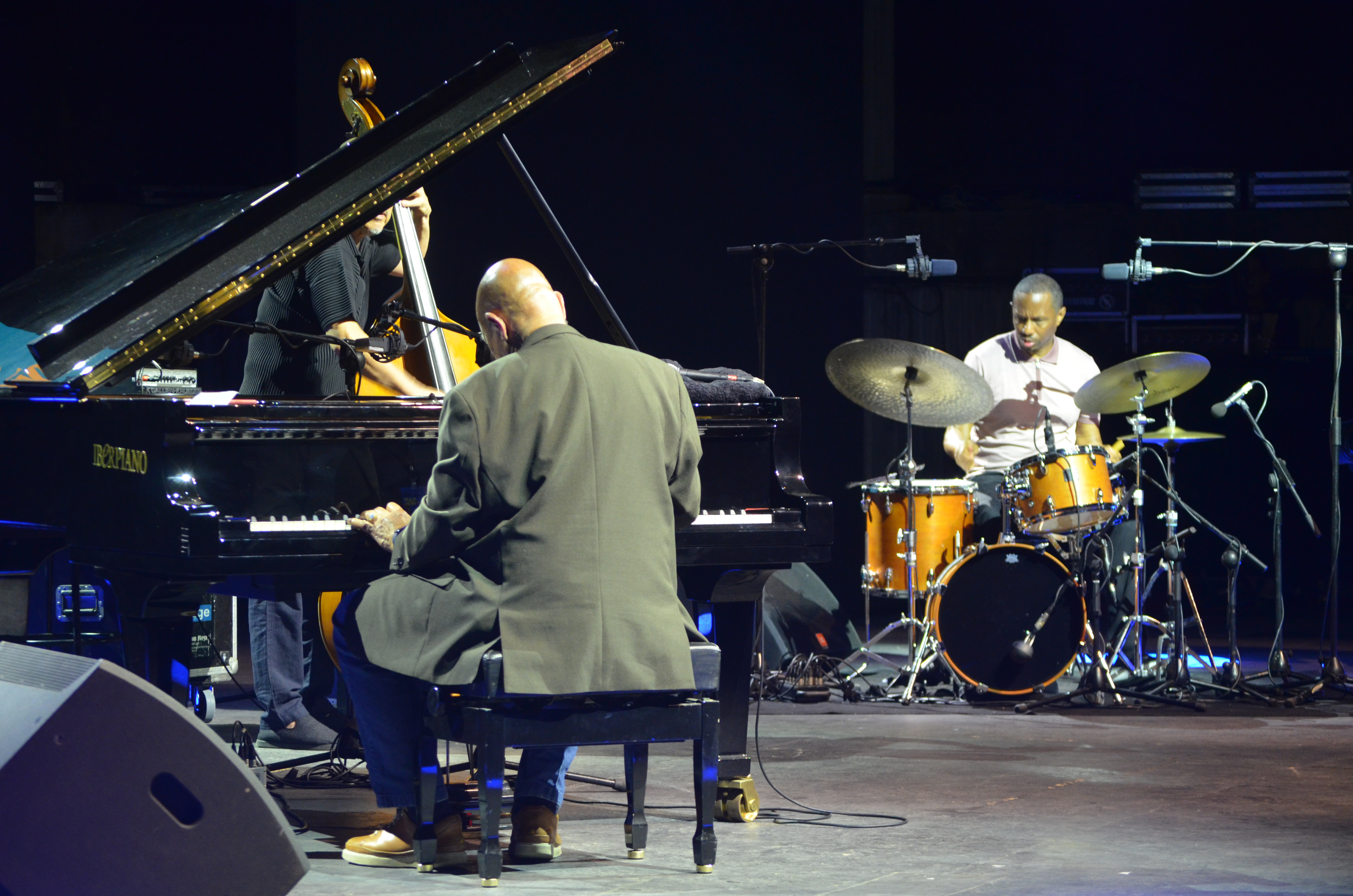
Kenny Barron
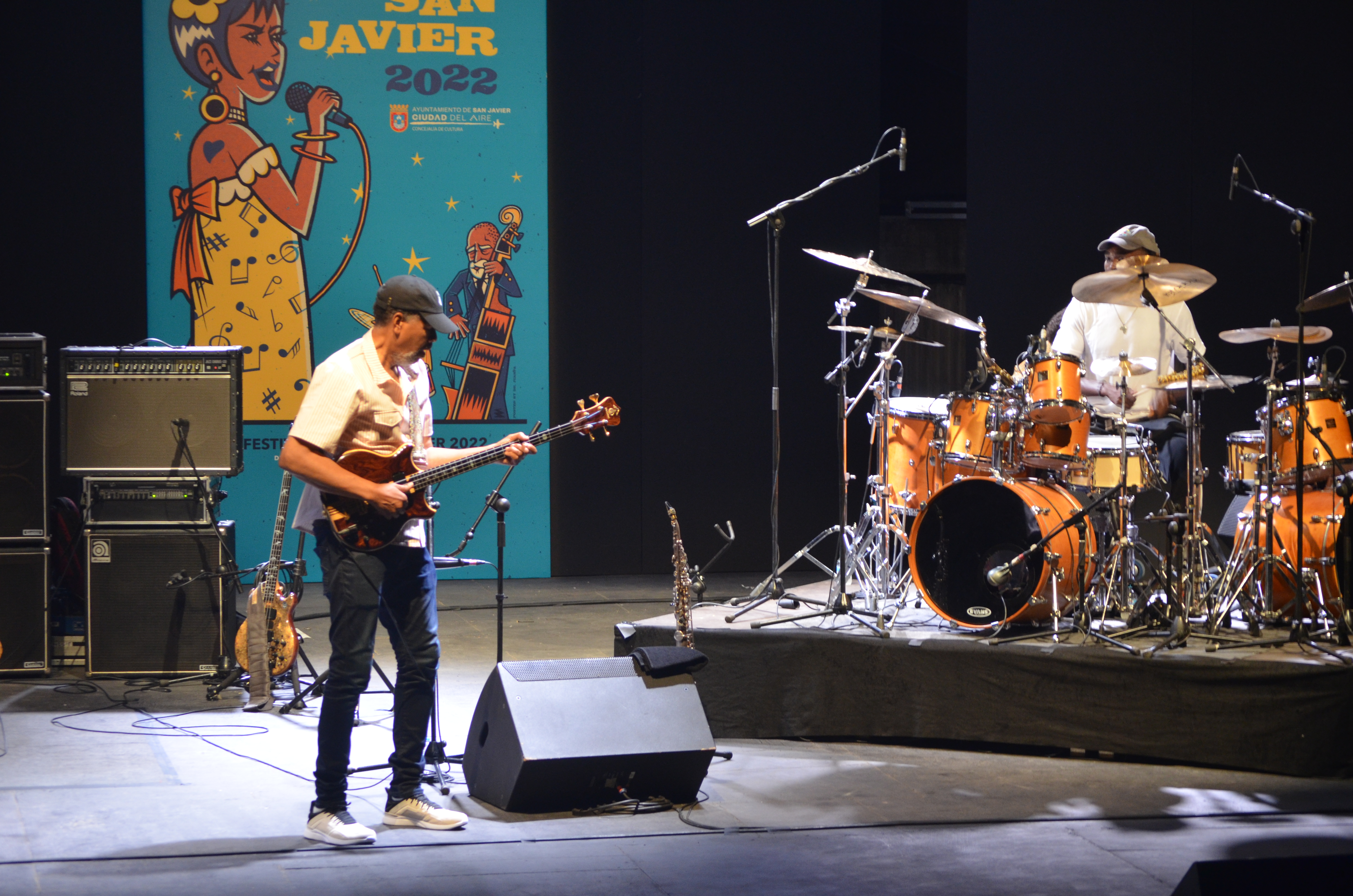
Stanley Clarke

#### XXV edición, 2023
En el año 2023 el festival celebra su vigesimoquinta edición, y se celebra del 30 de junio al 23 de julio, en el renovado espacio del Parque Almansa. Esta edición está dedicada a la memoria de Joey DeFrancesco, Ramsey Lewis y Wayne Shorter. Las sedes complementarias del festival son el Puerto Tomás Maestre de la Manga del Mar Menor y la explanada Barnuevo de Santiago de la Ribera. El festival comienza con el concierto del artista brasileño Djavan. El resto de conciertos corresponde a los siguientes artistas: Alfredo Rodríguez Trío, Antonio Serrano Cuarteto, Buddy Whittington & Santiago Campillo, Dianne Reeves, Gisele Jackson & The Shu Shu's, Joe Louis Walker, Mamas Gun, Matthieu Saglio Quartet e invitados, Michele Hendricks & Ronald Baker Project, Musica Nuda + Chano Domínguez,  Niels Lan Doky Trío, Paolo Fresu Quintet , Roxane Arnal & Baptiste Bailly, Samara Joy, Scott Hamilton Quartet con Ignasi Terraza de invitado, Steve Turre Sextet “Generations”, The New Champs “In memoriam Joey DeFrancesco”, The Waterboys, Ximo Tebar & Gladston Galliza Brazilian Jazz Project y Zoot Suiters. Cierra la programación The Anthony Paule Soul Orchestra, con Terrie Odabi & Theo Huff como invitados.

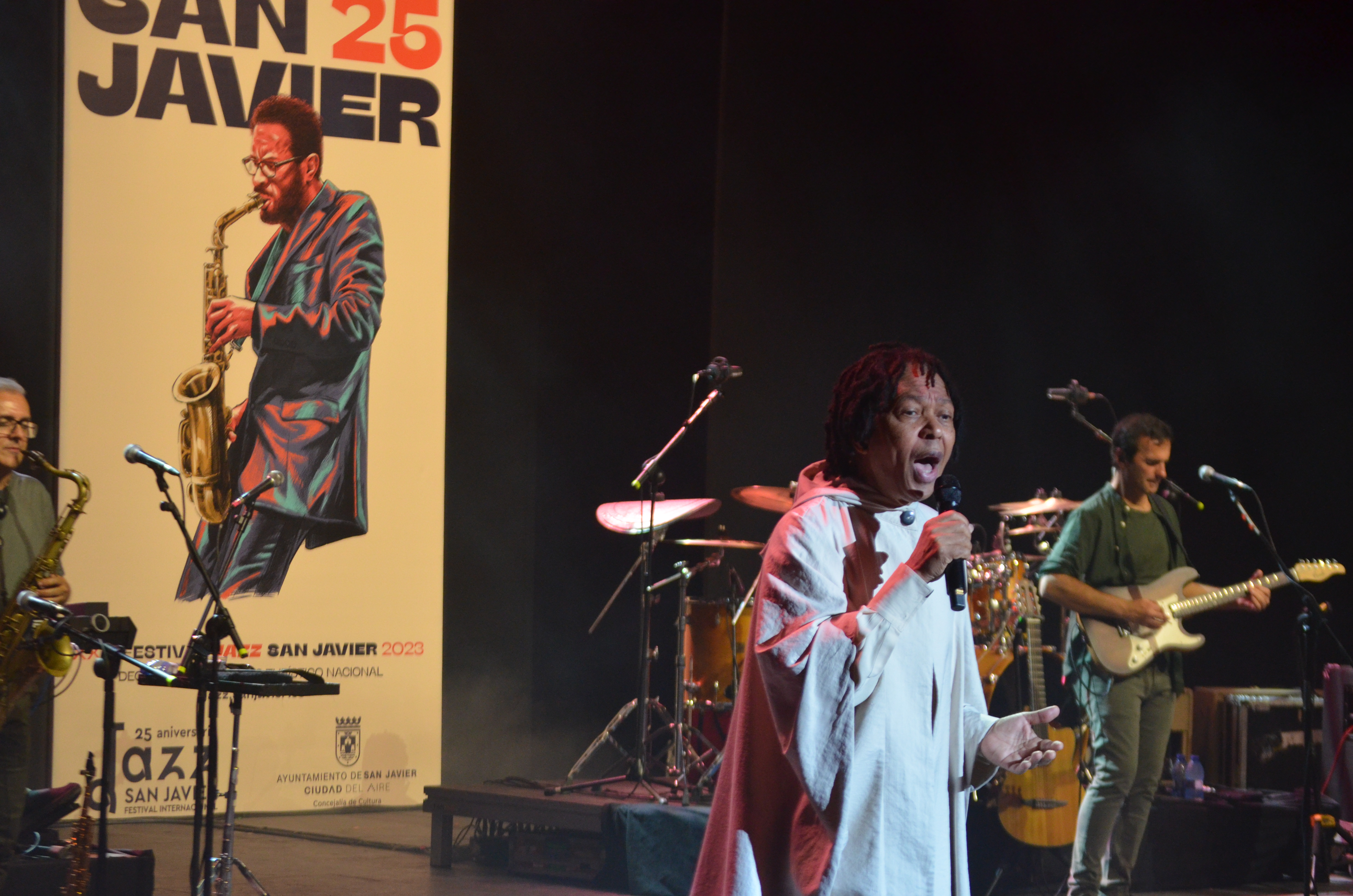
Concierto de apertura del brasileño Djavan
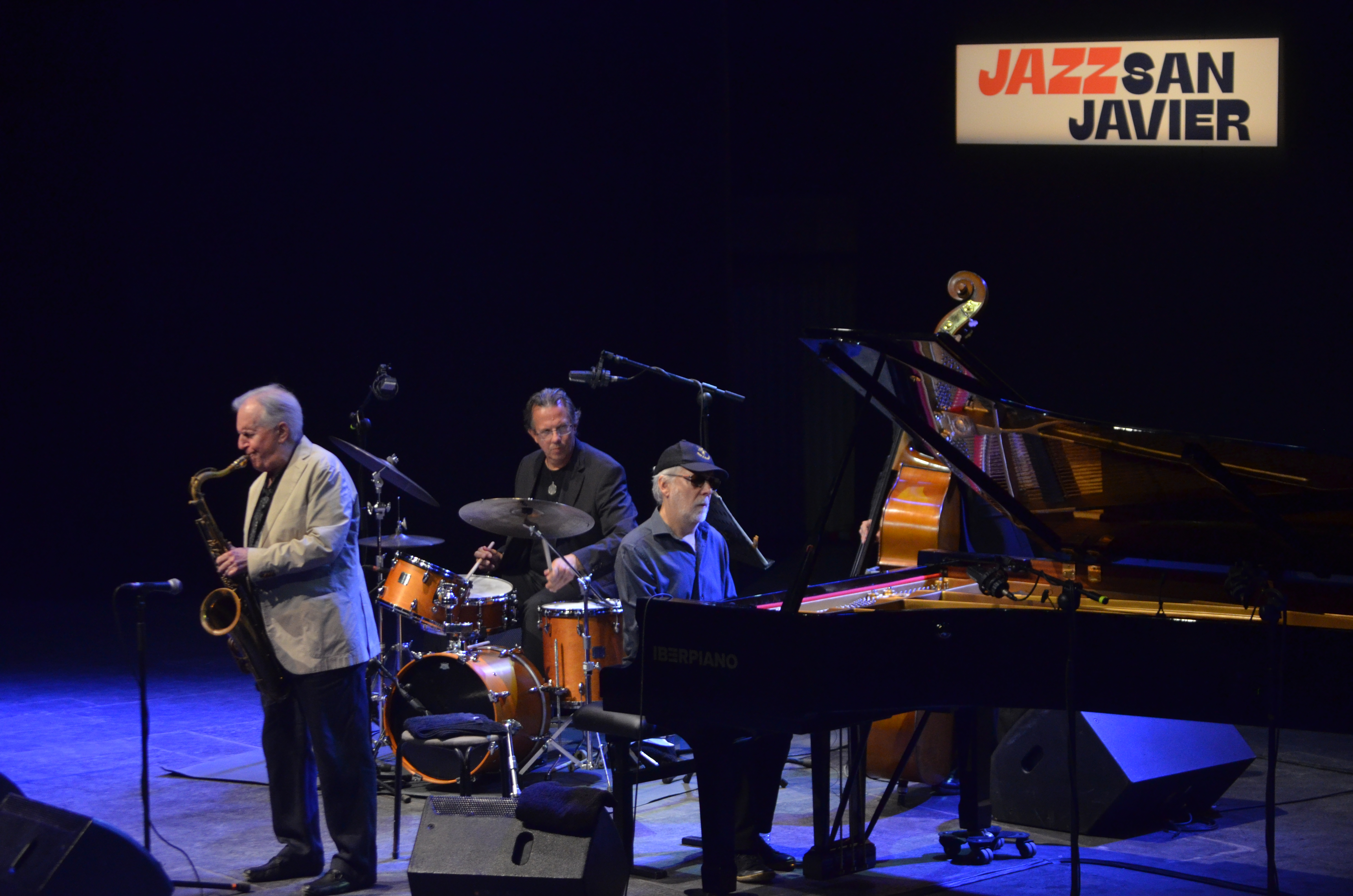
Concierto de Scott Hamilton Quartet, con Ignasi Terraza y la cantante invitada Pepa Niebla.
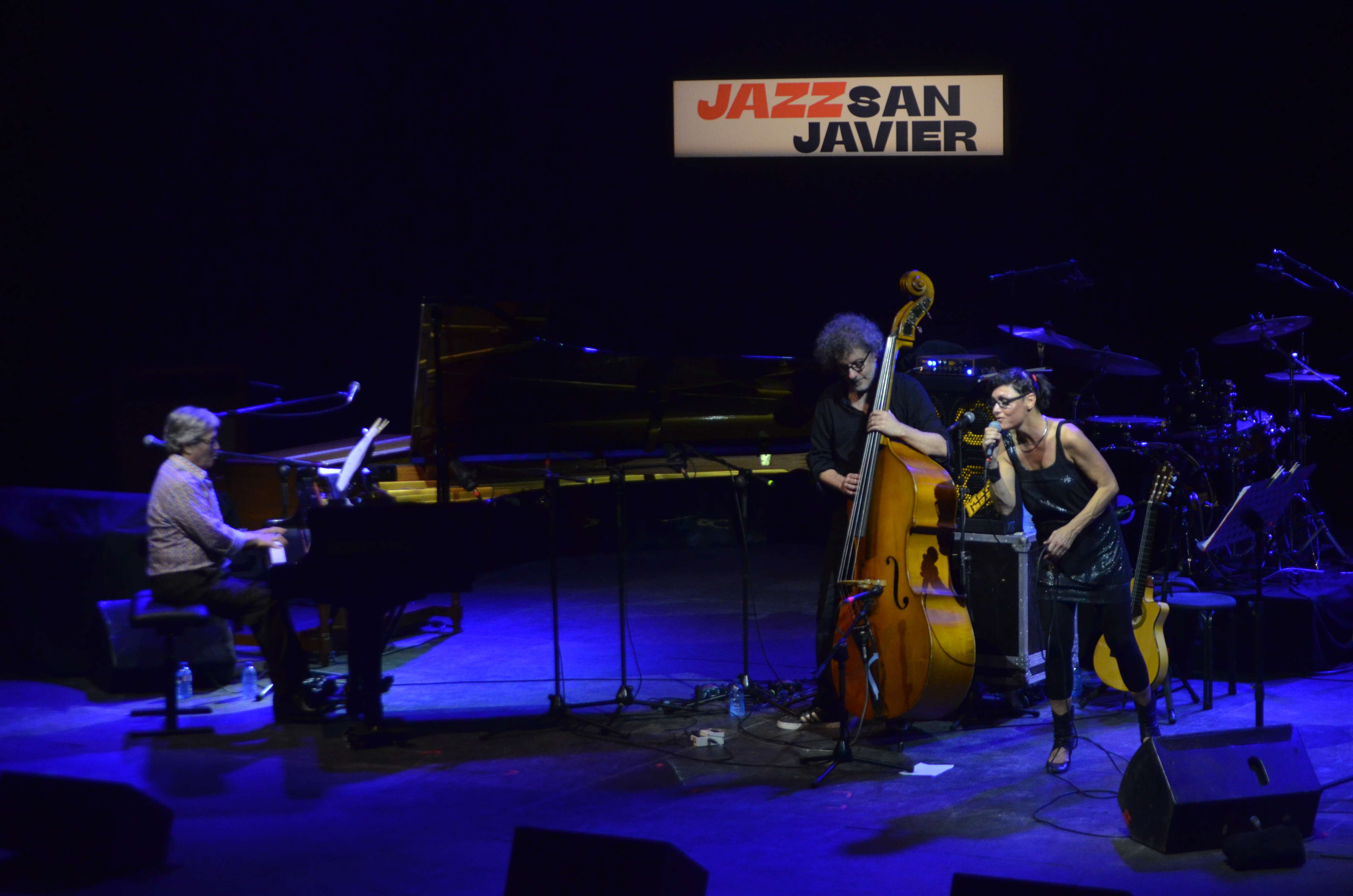
Chano Domínguez y Musica Nuda
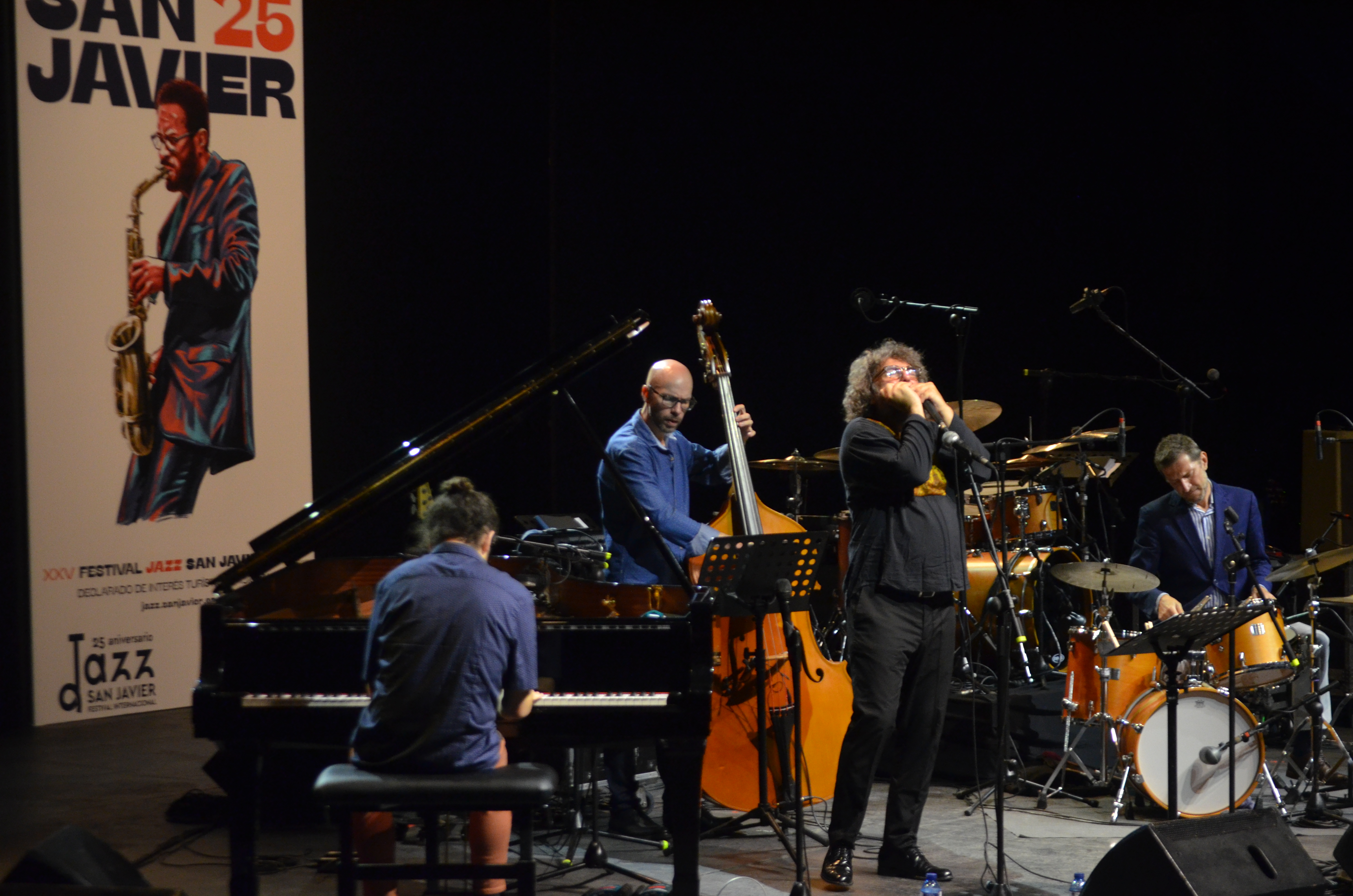
Antonio Serrano cuarteto
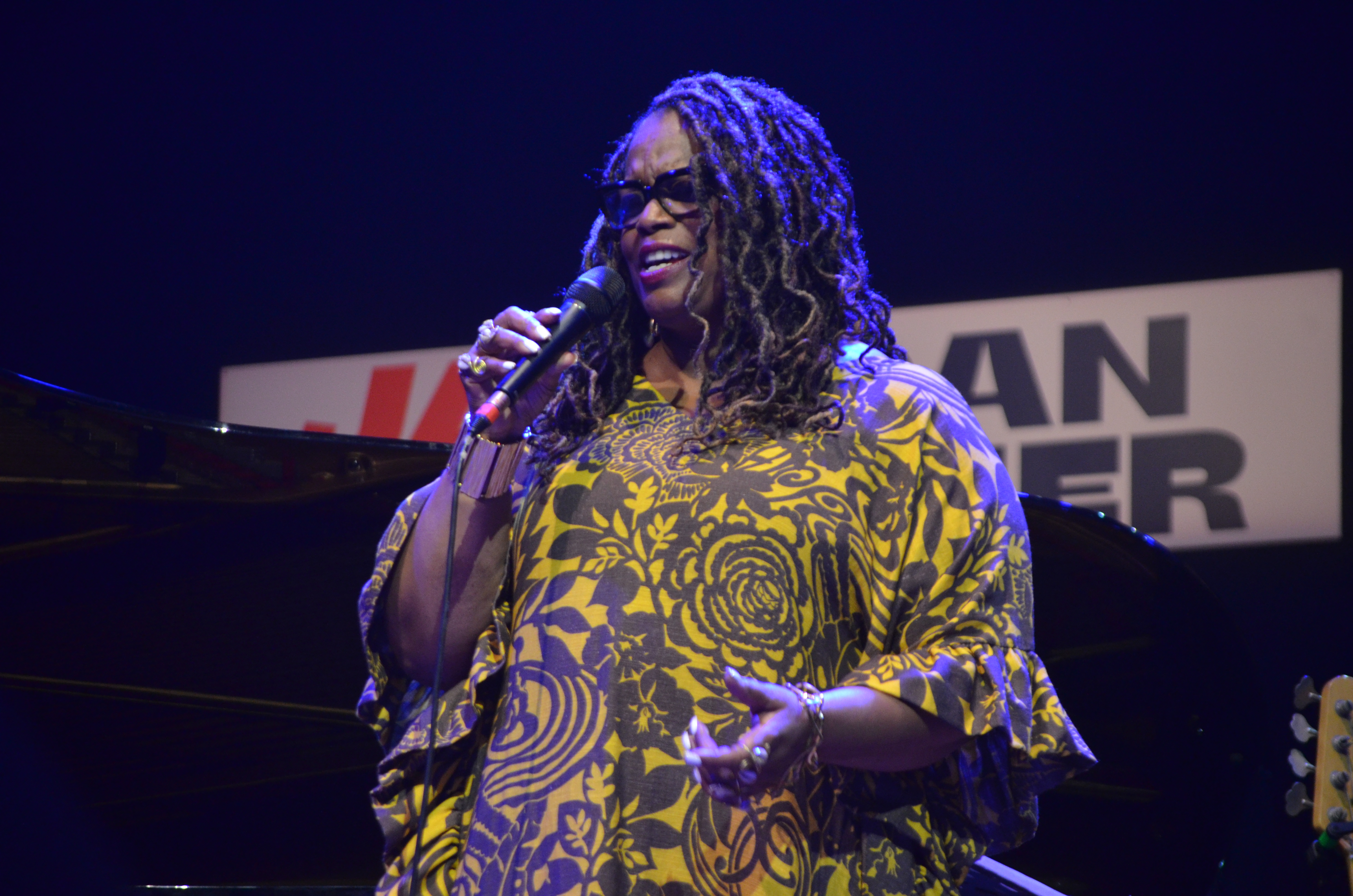
Dianne Reeves
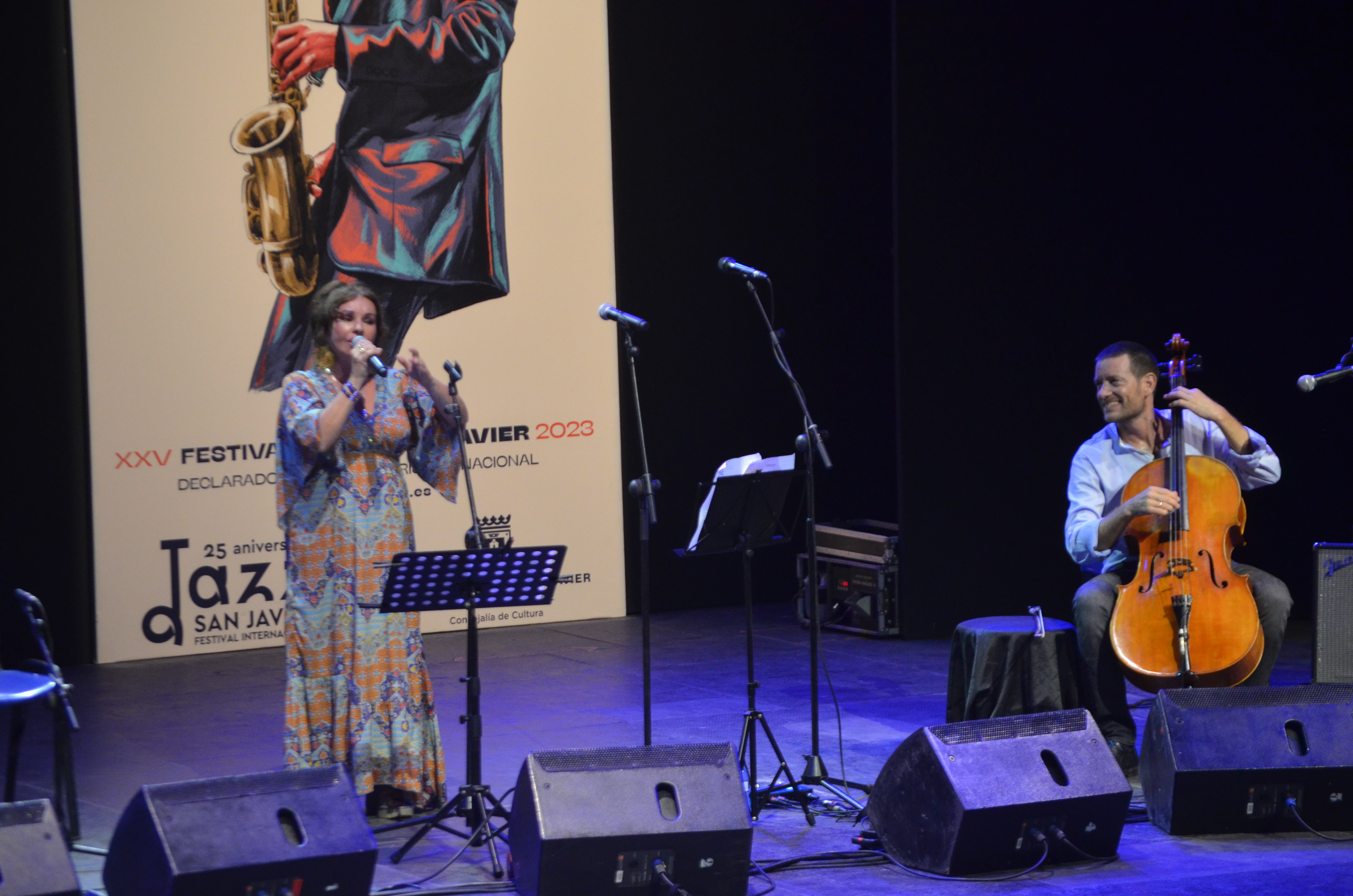
Matthieu Saglio Quartet
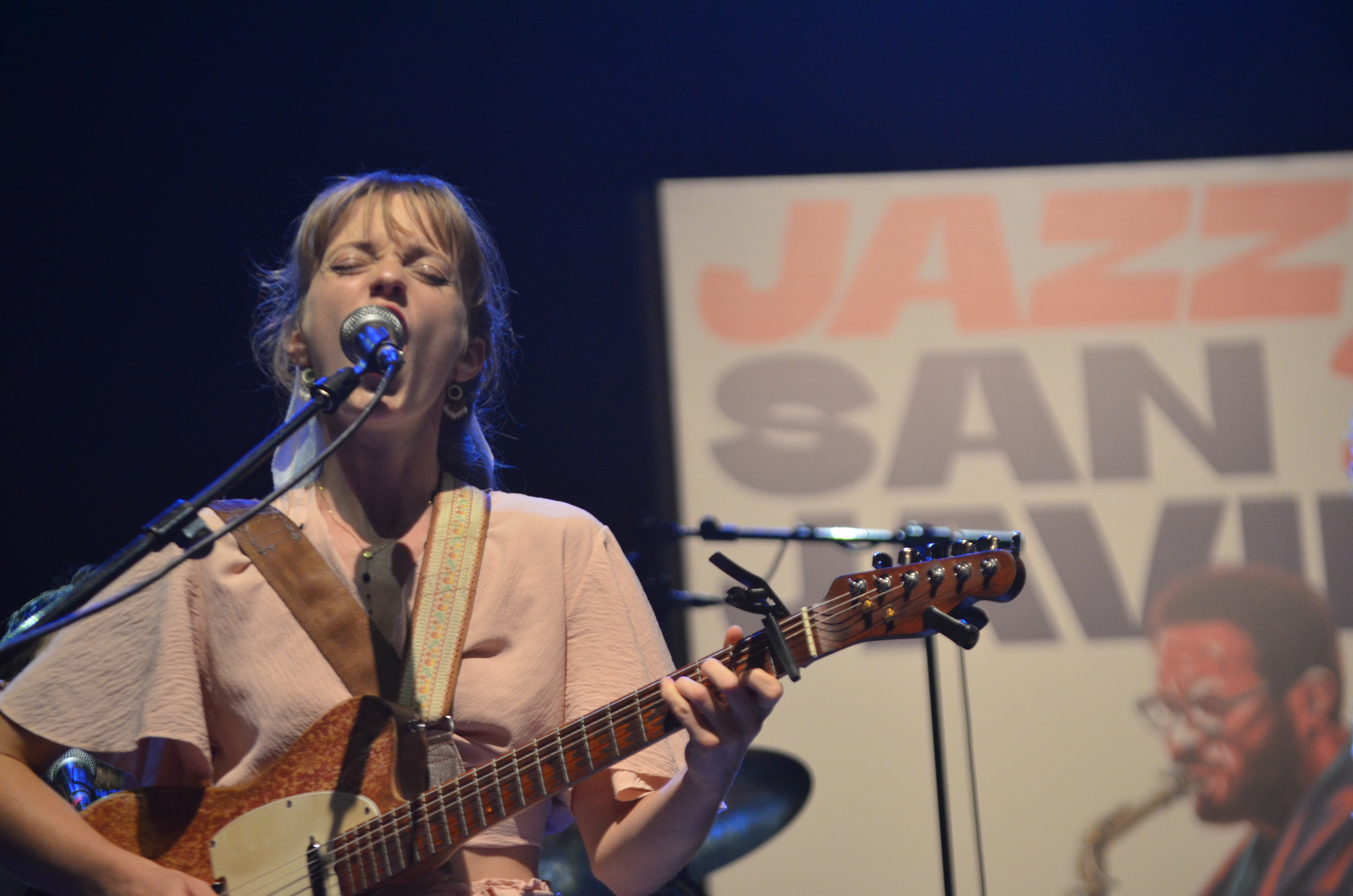
Roxane Arnal y Baptiste Bailly

#### XXVI edición, 2024
La vigésimo sexta edición del festival se celebra entre el 28 de junio y el 22 de julio de 2024 y está dedicada a la memoria de Joao Donato, Leny Andrade, Carol Sloane, Dean Brown, David Crosby, Ahmad Jamal y Tony Bennett. La sede principal continúa siendo el Auditorio Municipal del Parque Almansa y también se programan conciertos en el Teatro Nuevo de Invierno del Parque Almansa, Plaza de España, el Puerto Tomás Maestre de La Manga del Mar Menor y la Explanada Barnuevo de Santiago de la Ribera.
Esta edición cuenta con una programación diversa que combina figuras internacionales del jazz junto a destacados artistas nacionales. El festival se inaugura con un concierto gratuito de Adrian Cunningham and His Old School en la Plaza de España.
Entre los artistas de esta edición figuran Gregory Porter, Diana Krall, Calexico, el pianista cubano Roberto Fonseca, Cimafunk, Bill Charlap Trío, Lee Ritenour & Dave Grusin (con Ivan Lins y Tatiana Parra como invitados), Steffen Morrison, y Russell Malone & Cyrus Chestnut Quartet con la vocalista Ekep Nkwelle.
El festival incluye también un homenaje a Bebo Valdés, a cargo de Roberto Carlos Valdés "Cucurucho" y Javier Colina, con la participación especial de Alana Sinkëy. Como cada año, se da espacio a artistas españoles, entre ellos Anna Luna, Niño Josele y Antonio Serrano (protagonistas del tributo "San Javier a Paco de Lucía"), José Luis Jaén, y el Joan Mar Sauqué Quinteto con la pianista y cantante estadounidense Champian Fulton.

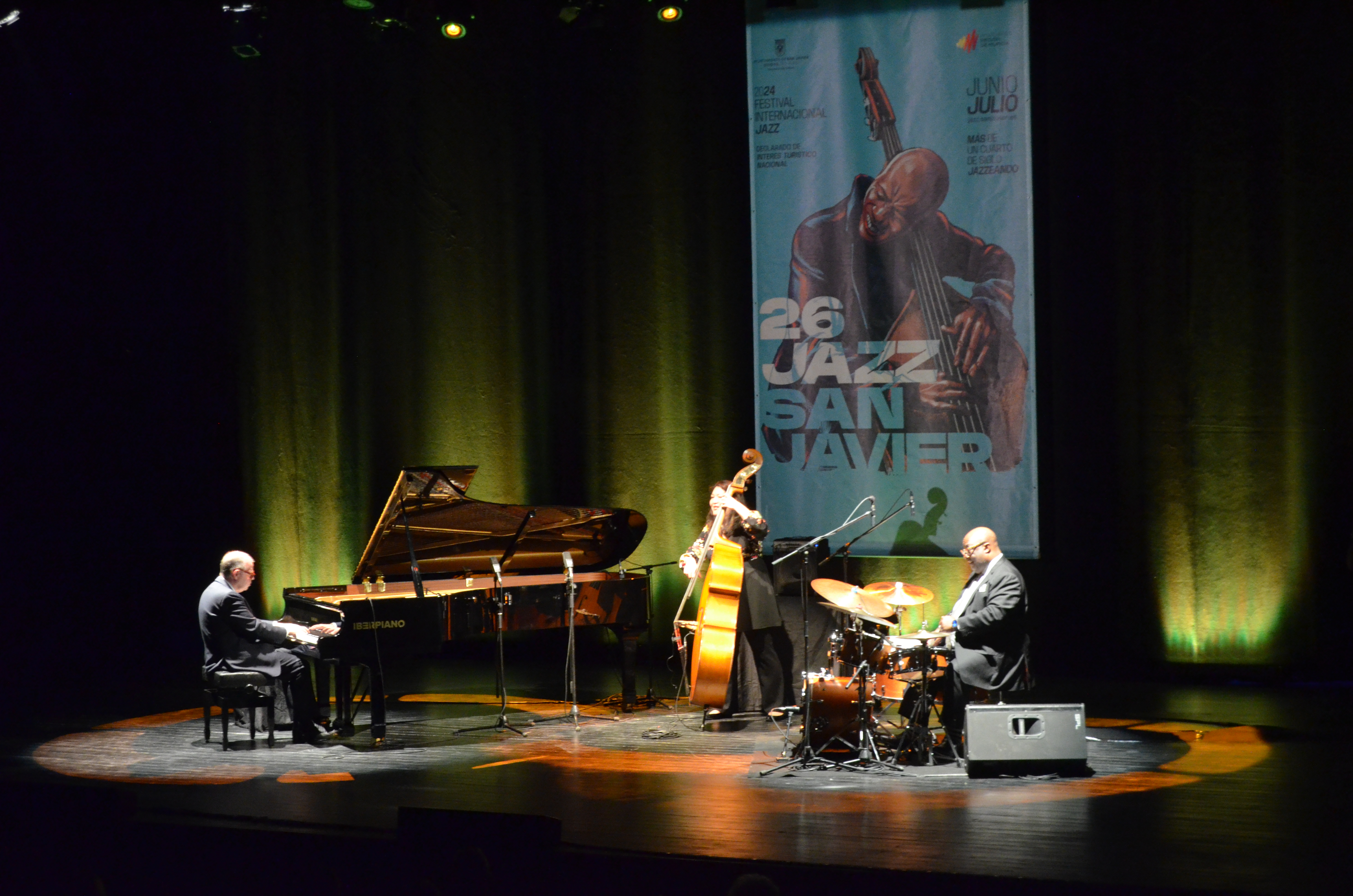
Concierto de Bill Charlap Trio en el San Javier Jazz Festival 2024.Bill Charlap: piano. Noriko Ueda: contrabajo. Carl Allen: batería -  XXVI Festival Internacional de Jazz de San Javier 2024
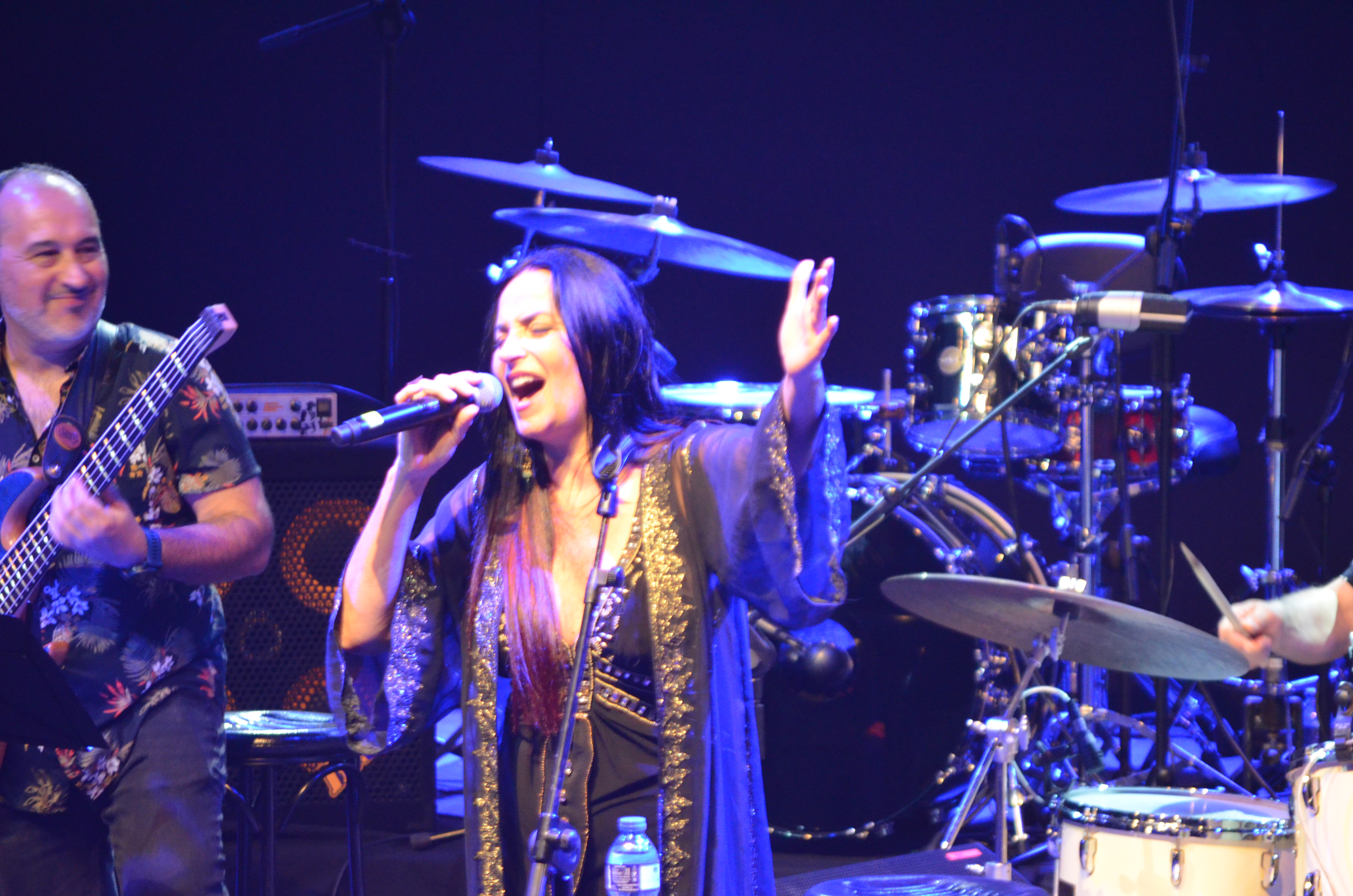
Concierto de Anna Lunna en el Parque Almansa en el Festival de Jazz de San Javier el 29 de junio de 2024
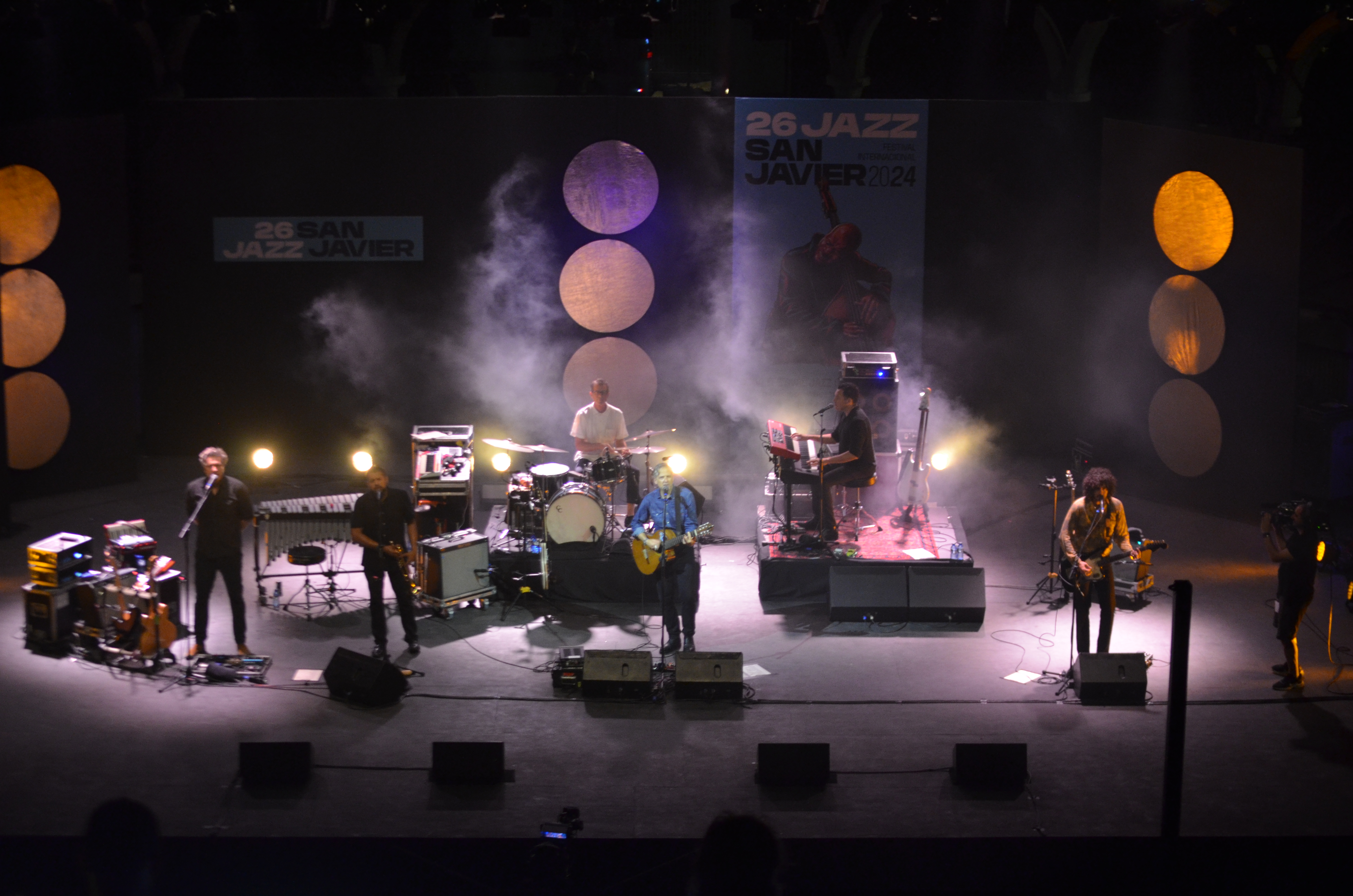
Concierto de Calexico  en el XXVI Festival Internacional de Jazz de San Javier 2024 en el auditorio Parque Almansa
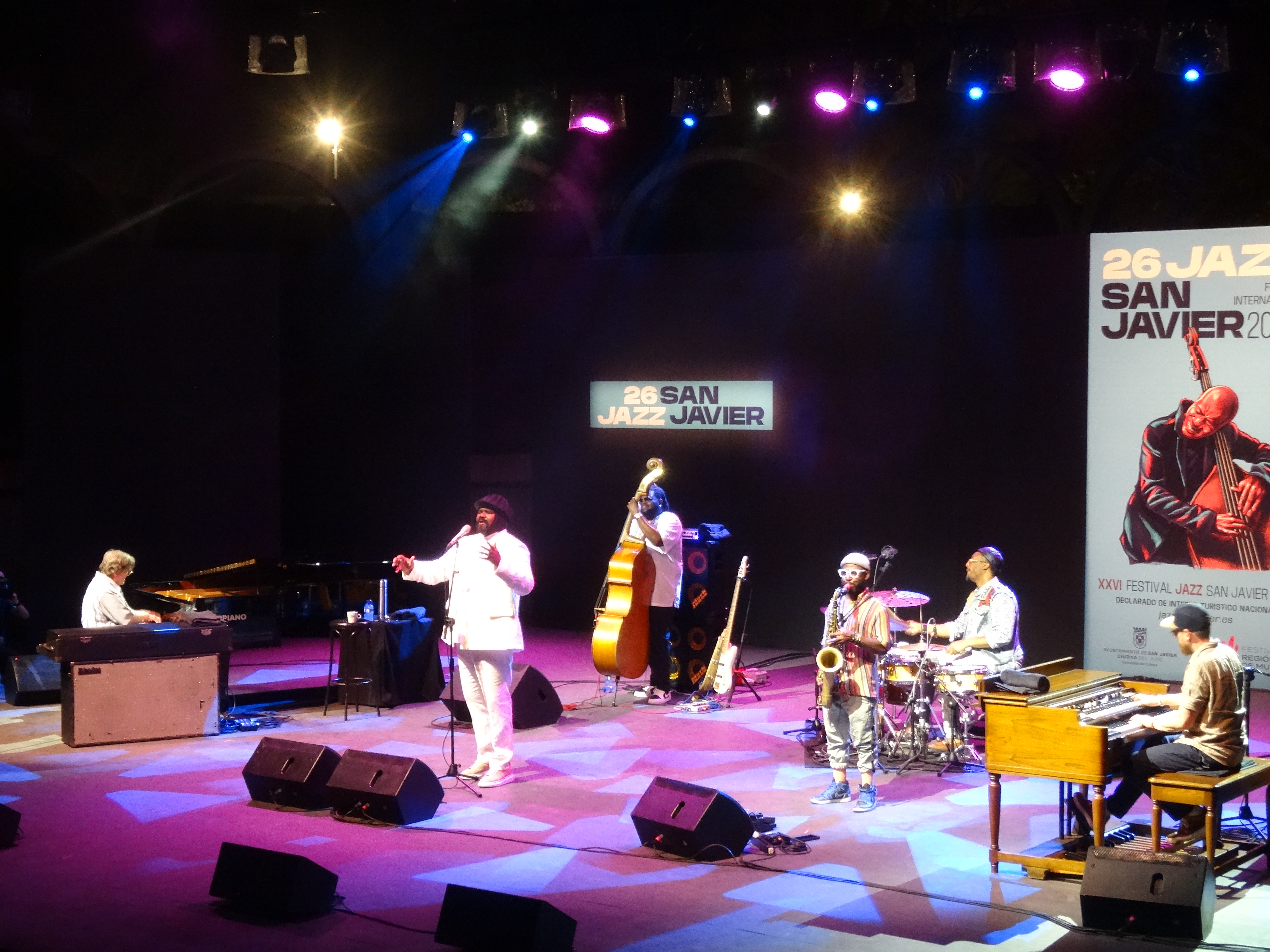
Concierto de Gregory Porter en el XXVI Festival Internacional de Jazz de San Javier 2024 en el auditorio Parque Almansa
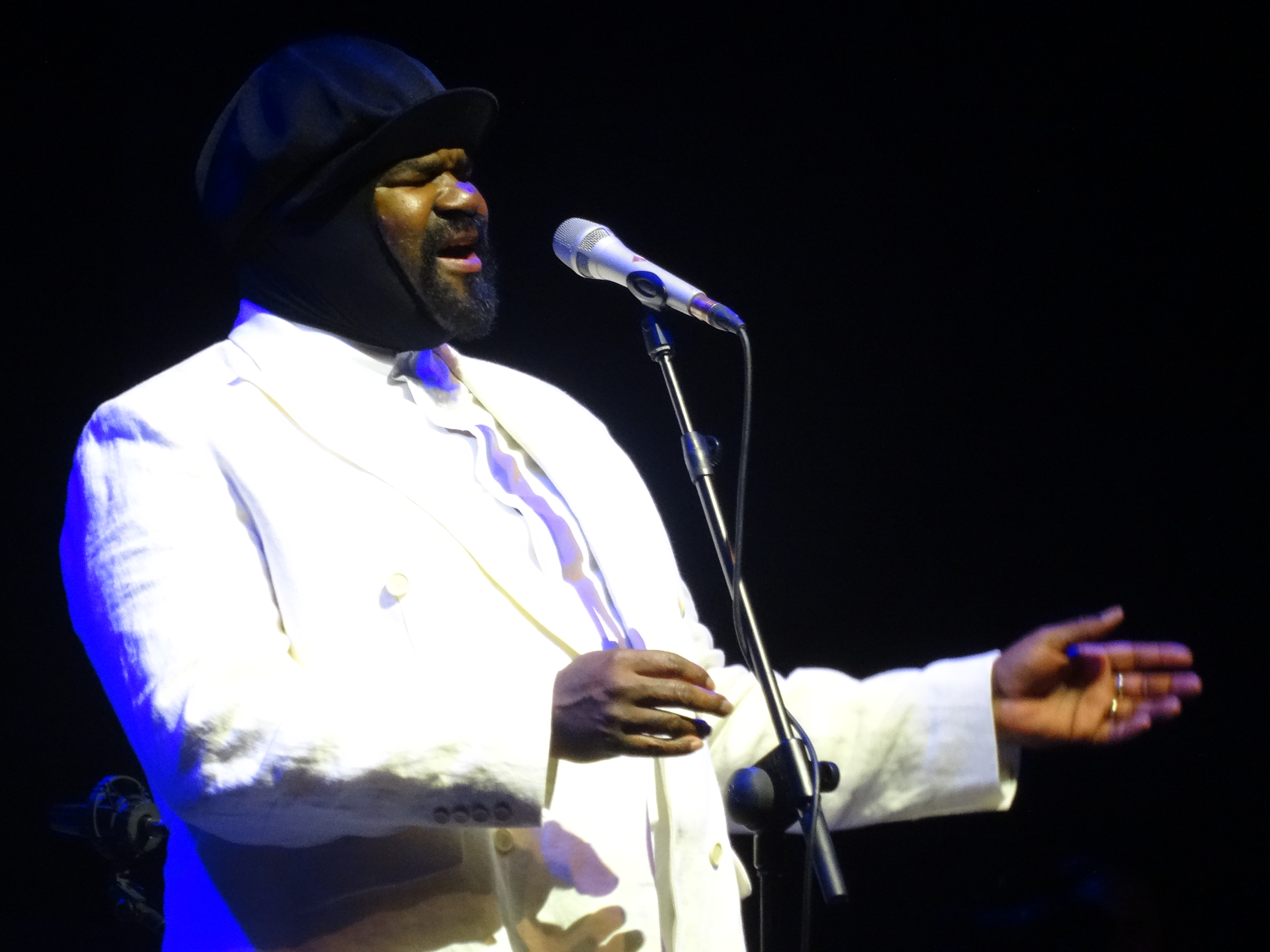
Concierto de Gregory Porter en el XXVI Festival Internacional de Jazz de San Javier 2024 en el auditorio Parque Almansa
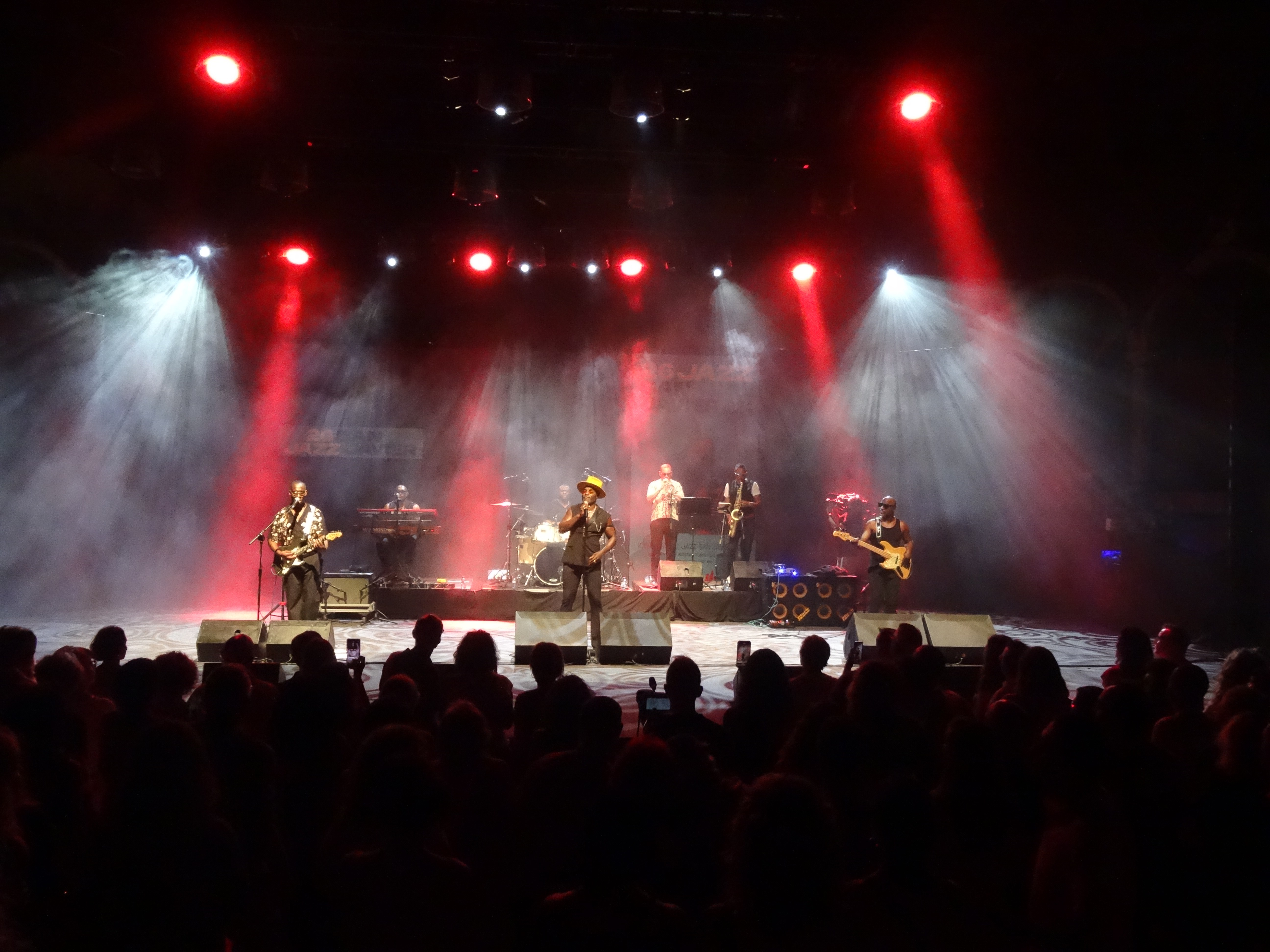
Concierto de  Steffen Morryson en el  XXVI Festival Internacional de Jazz de San Javier 2024
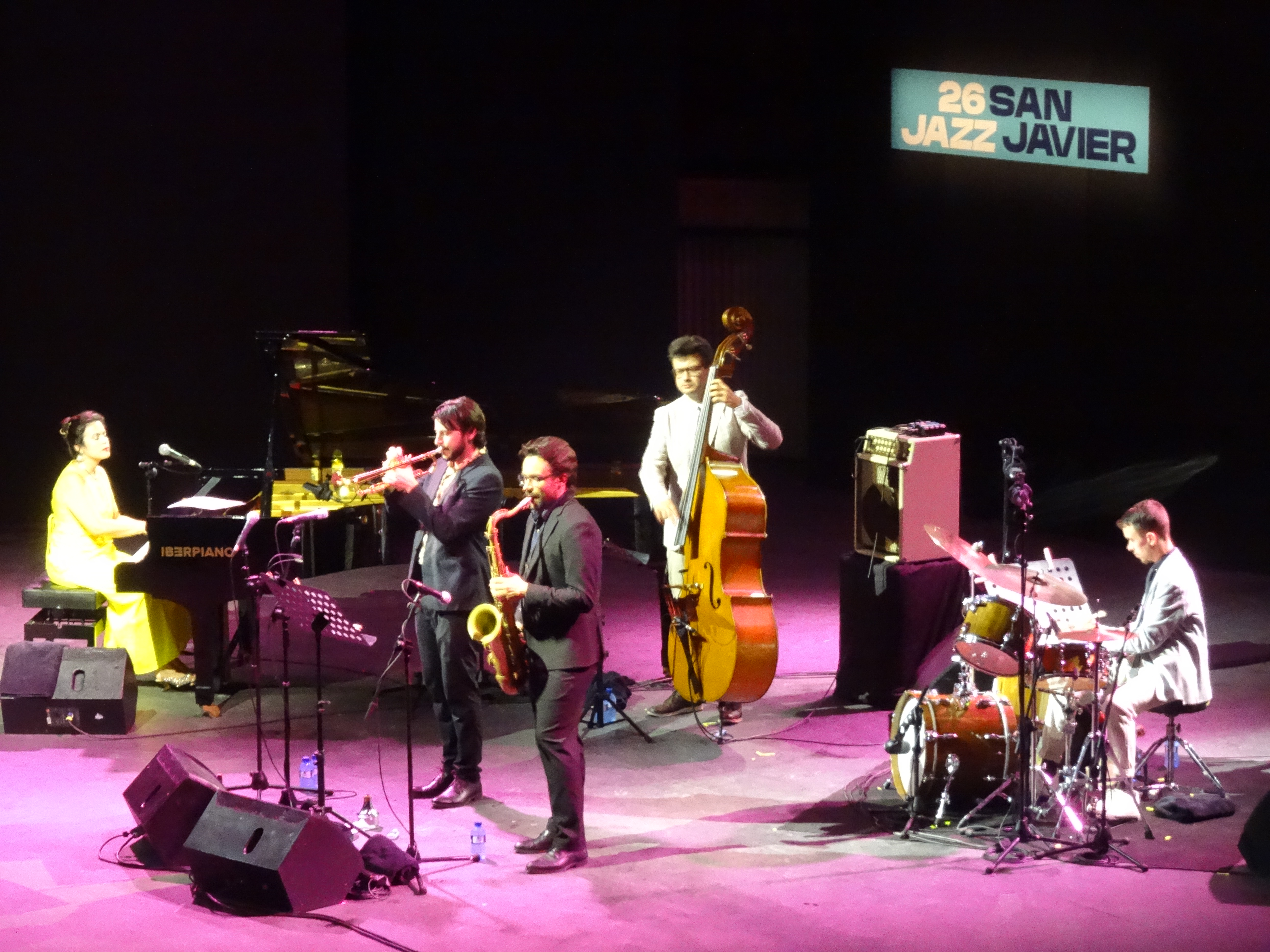
Concierto de Joan Mar Sauqué en el XXVI Festival Internacional de Jazz de San Javieren el auditorio Parque Almansa. Joan Mar Sauqué: trompeta. Champian Fulton: piano y voz. Lluc Casares: saxo, Joan Casares: batería. Giuseppe Campisi: contrabajo.
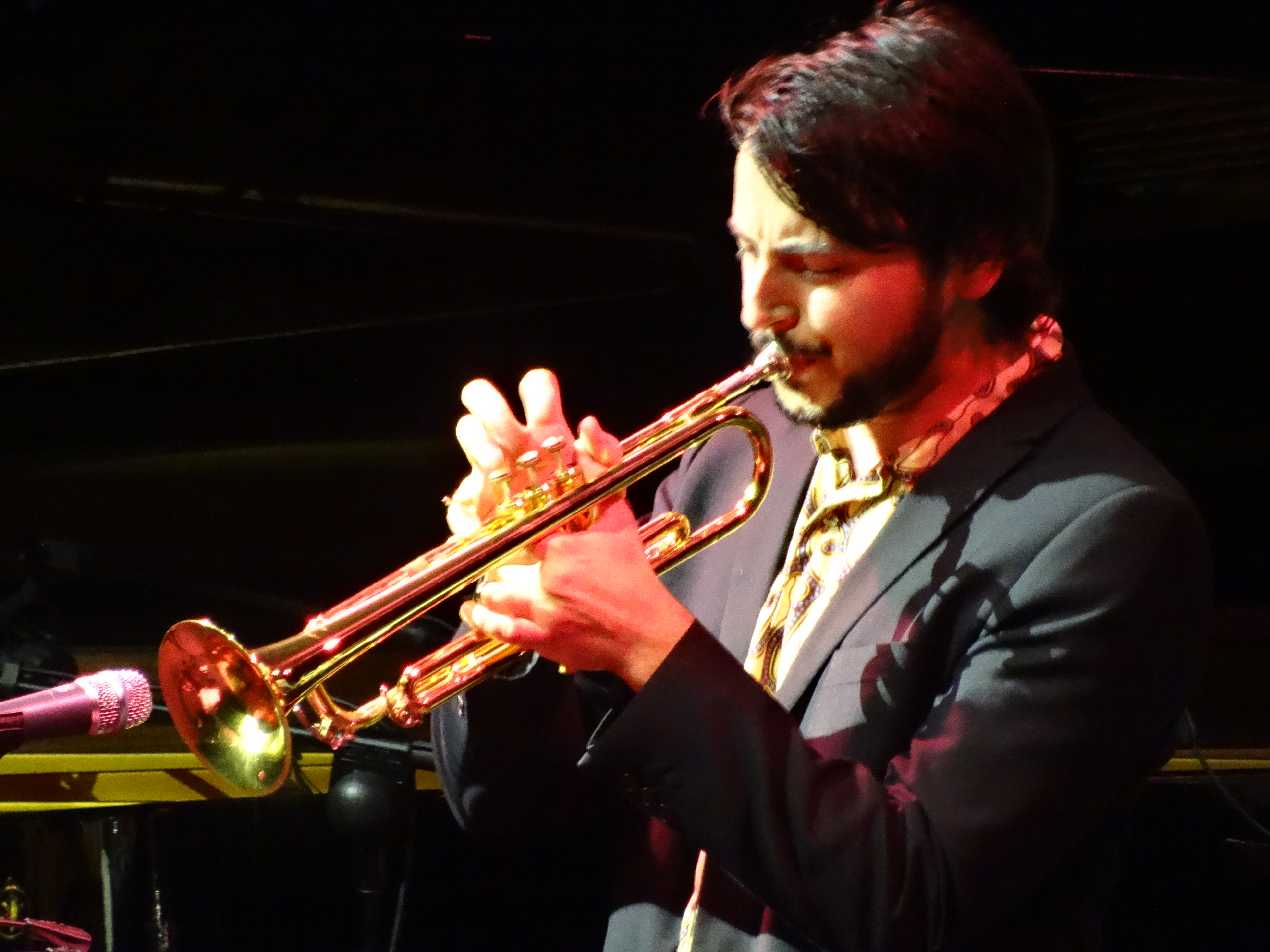
Concierto de Joan Mar Sauqué en el XXVI Festival Internacional de Jazz de San Javieren el auditorio Parque Almansa. Joan Mar Sauqué: trompeta. Champian Fulton: piano y voz. Lluc Casares: saxo, Joan Casares: batería. Giuseppe Campisi: contrabajo.

### Ediciones hasta 2015

#### I edición, 1998
Los artistas participantes fueron: Dennis Rowland & His Quartet, Ximo Tebar, Band Roy Haynes Group con John, Patitucci y Danilo Pérez, Larry Martin Band, Pedro Ruy Blas y su Cuarteto, Luis Salinas Quinteto con Antonio Serrano, Louie Bellson - Jeff Jerolamon Drums Explosion, Jam Session: All Blues

#### II edición, 1999
Los artistas participantes fueron: Albert Sanz y Antonio Serrano Quinteto con Perico Sambeat, Arturo Sandoval, The The Dave Weckl Band Band, B.B. King, Raimundo Amador, Chick Corea & Origin, Gary Burton, The Miles Griffith Band, Terence Blanchard Sextet

#### III edición, 2000
Los artistas participantes fueron:The Blues Brothers Band, Elvin Jones Jazz Machine, Clarence Gatemouth Brown, Herbie Hancock, Eva Durán y las Estrellas del Jazz Flamenco, Kevin Mahogany, Kurt Rosenwinkel, Brad Mehldau, Chris Cheek, Jorge Rossi y Matt Penman, Vargas Blues Band, Martirio y Los de Morón, Chano Domínguez, George Benson, Dr. Lonnie Smith Trio con Ximo Tebar e Idris Muhammad, Dennis Rowland, Jam Session Final

#### IV edición, 2001
Los artistas participantes fueron:Cruce de Caminos: Gerardo Nuñez y Perico Sambeat Invitados especiales: Esperanza Fernández y George Colligan, Lucky Peterson, Bill Wyman's Rhythm Kings (Georgie Fame, Gary Brooker, Albert Lee, Beverley Skeete, Martin Taylor), Harry Allen Quintet con Dawn Thomson: "Jazz Goes To Samba", Niels-Henning Ørsted Pedersen, Mulgrew Miller & Alvin Queen, Carol Sloane & Spanky Davis con The Cyrus Chestnut Trio: "To Ella & Louis", Little Charlie & The Nightcats, Freddy Cole, The Golden Gate Quartet, Toots Thielemans, Chuck Loeb Group, Carmen Cuesta, Luis Salinas, Maceo Parker, Tomatito - Jam Session: Tomatito & Luis Salinas, Van Morrison

#### V edición, 2002
Los artistas participantes fueron: Pat Metheny Group, Bill Evans, Dr. Feelgood, Diane Schuur, Los Mocosos, Kenny Barron Brazil Project, Popa Chubby, The Blues Blasters, Robben Ford, Al Jarreau, Jordi Bonell y Pedro Javier González Cuarteto con Carme Canela y Antonio Serrano, Richard Galliano, Maria Creuza, Jeff Jerolamon Jazz Ensemble, Regina Carter, In Memoriam Tito Puente (Paquito D'Rivera, Bebo Valdés, Diego "El Cigala", Dave Valentin, Chano Domínguez y Giovanni Hidalgo), Dee Dee Bridgewater, Bill Wyman's Rhythm Kings (Gary Brooker, Georgie Fame, Albert Lee, Martin Taylor, Terry Taylor y Beverley Skeete)

#### VI edición, 2003
Los artistas participantes fueron: Rosa Passos, Ximo Tebar Band + artistas invitados: Jorge Pardo y David Pastor, Oh-Bop-Sha-Bam "The music of Dizzy Gillespie" (Steve Turre, Claudio Roditi, Harry Allen, Ronnie Mathews, Rodney Whitaker y Carl Allen), Eric Sardinas, Steve Kuhn piano solo "Jazz & Films", Sheila Jordan & The Steve Kuhn Trio, Magic Slim & The Teardrops with Big Time Sarah, The Manhattan Transfer, Jane Monheit, Ivan Lins, Chano Domínguez Sexteto, Kiko Veneno, Martirio y su grupo con Jerry González, Poncho Sánchez, Nono García Quinteto con Eva Durán, Wynton Marsalis Septet, Marcio Faraco, Eddie Palmieri y La Perfecta II, Maceo Parker, Míkel Andueza Quinteto, Kenny Neal, George Benson, Dale Watson and his Lonestars, Charlie Musselwhite

#### VII edición, 2004
Esta edición estuvo dedicada al órgano Hammond y se rindió homenaje a la pianista Shirley Scott y al guitarrista Rory Gallagher.
Los artistas participantes fueron: B.B. King, Dr. John, Shemekia Copeland, Joao Donato Trio & Wanda Sá, McCoy Tyner Trio (con Charnett Moffett y Eric Kamau Gravatt), Ferroblues, The Blues Brothers Band, The Dave Brubeck Quartet, Manhattan Jazz All Stars (Lewis Nash, Lew Soloff, Vincent Herring, Eric Alexander, Wycliffe Gordon, Bill Cunliffe y Peter Washington), Deborah Coleman, Solomon Burke, The Lincoln Center Jazz Orchestra con Wynton Marsalis, Joaquín Chacón - Uffe Markussen Quinteto Europeo, Billy Hart, Randy Brecker-Bill Evans Soulbop Band 2004 (con Hiram Bullock, Victor Bailey, Steve Smith, y Dave Kikoski), Brian Auger's Oblivion Express, Richard Bona, Antonio Serrano - José Reinoso Cuarteto, Miguel Poveda, Jimmy Smith Quintet, Esbjörn Svensson Trio, Danni Leigh, Lizz Wright, Steve Winwood, Josep Soto Quinteto, Carme Canela, Michel Camilo Trio.

#### VIII edición, 2005
Los artistas participantes fueron: Pat Metheny Group, Mezzoforte, Lucky Peterson, Eliane Elias, Gary Burton's Generations Quintet, Peter Cincotti, Four Lights ( con Nathaniel Townsley, Ximo Tebar, Shedrick Mitchell y Ron Long), Hiromi, Lee Ritenour & Friends (Ernie Watts, Patrice Rushen, Alex Acuña y Brian Bromberg), Jesse Harris & The Ferdinandos, Joe Sample y Randy Crawford, Leny Andrade “Bossas Novas”, John Pizzarelli, Roberta Flack, Benny Golson–Cedar Walton Quintet “The Original Messengers”, The Robert Cray Band, Fabio Miano Septeto (con Perico Sambeat, Juan Munguía, Jesús Santandreu, Carlos Gonzálbez, Mario Rossy y Esteve Pi), Georgie Fame & The Blue Flames, Alberto Conde Trio, Eric Burdon & The Animals, Atomic, Marcus Miller, Richard Galliano, Chano Domínguez "New Flamenco Sound"

#### IX edición, 2006
Los artistas participantes fueron: Tord Gustavsen Trio, Nine Below Zero, Tom Harrell Quintet, TFourplay (Bob James, Larry Carlton, Nathan East y Harvey Mason), Toquinho, Rebekka Bakken, Billy Cobham – Didier Lockwood String Quartet, Jerez-Texas y artistas invitados, Wayne Shorter Quartet (con Danilo Pérez, John Patitucci y Brian Blade), Anna Maria Jopek, Ramsey Lewis, Larry Coryell Trio (con Victor Bailey y Lenny White), Regina Carter Quintet, Delfeayo Marsalis Quintet, Steve Tyrell, J. Teixi Band con Ñaco Goñi, Bo Diddley, Mikel Andueza Quinteto, Bill Wyman’s Rhythm Kings (con Eddie Floyd, Beverley Skeete, Albert Lee y Andy Fairweather-Low), Enrique Heredia “Negri” con el Trío de Pedro Ojesto y artistas invitados, Chucho Valdés Quartet, Solomon Burke, Leroy Jones con La Vella Dixieland, Hank Jones Trio Invitados especiales: Roberta Gambarini y Roy Hargrove, Raul Midón, The Neville Brothers

#### X edición, 2007
Esta edición estuvo dedicada a la ciudad de Nueva Orleans y a la memoria del bluesman de Luisiana Clarence Gatemouth Brown, al maestro del contrabajo Niels-Henning Orsted Pedersen, a la memoria del pianista catalán Tete Montoliú y al poeta de la bossanova y músico Vinícius de Moraes.
Los artistas participantes fueron: Lluís Coloma Septeto, George Clinton Parliament Funkadelic, Mauri Sanchis Sexteto y Javier Vargas, Popa Chubby, Joey DeFrancesco Trio y Ron Blake, Paul Anka, Charlie Haden Quartet West (con Ernie Watts, Alan Broadbent y Rodney Green), Reunion y Michael Franks (con Chuck Loeb, Till Brönner, Dennis Chambers, Eric Marienthal, Jim Beard y Tim Lefebvre), Alex "Guitar" García Trio, Larry Carlton & Robben Ford, Mitch Woods' Big Easy Boogie, John Pizzarelli "Sings Sinatra and The Beatles", Cyrus Chestnut Trio & Kevin Mahogany, Willy DeVille & The Mink DeVille Band, Conrad Herwig Septet "The Latin Side of Miles, Coltrane and Shorter", Otis Grand Big Blues Band, Wynton Marsalis and The Lincoln Center Jazz Orchestra, Erin Boheme, Luis Salinas, The Dave Holland Quintet, Michel Camilo Trio, Ann Hampton Callaway, Ivan Lins, George Benson & Al Jarreau, Madeleine Peyroux, Marcus Miller, Al Foster Quintet “Trip to Miles”, John Mayall and The Bluesbreakers

#### XI edición, 2008
Esta edición ha estado dedicada al piano, rindiéndose homenaje a la memoria del gran pianista canadiense Oscar Peterson. También se homenajea al saxofonista estadounidense Michael Brecker. Como novedad se han realizado dos conciertos gratuitos en la calle, en las localidades de Santiago de la Ribera y la Manga del Mar Menor.
Los artistas participantes fueron: The Peter Beets Trio & Florin Nicolescu, Tony Hadley con la Barcelona Jazz Orchestra, Sara Lazarus, Arturo Sandoval, Hiromi, The Golden Gate Quartet + Lavelle, Alborán Trio, Metro Special Edition (Randy Brecker, Mitchel Forman, Chuck Loeb, Dave Weckl, Eric Marienthal y Gerald Veasley), Pedro Iturralde Cuarteto, The Manhattan Transfer, Karrin Allyson, Spyro Gyra, Gary Moore, Jordi Sabatés, Johnny Winter, James Carter Quintet, René Toledo Sexteto + Montse Cortés, The New Orleans Blue Stompers, San Francisco Jazz Collective (Joe Lovano, Dave Douglas, Miguel Zenón, André Hayward, Stefon Harris, René Rosnes, Matt Penman y Eric Harland), Asleep At The Wheel, Toquinho y Maria Creuza, Ivan Lins y Robin McKelle, Monty Alexander, The Robert Cray Band, Keb’ Mo’ y Herbie Hancock, que recibió el premio del festival, "Ciudad de San Javier".

#### XII edición, 2009
En esta edición se ha tratado de dar un homenaje a Louis Bellson, Esbjörn Svensson y Bo Diddley que han fallecido recientemente y actuaron en este festival en ediciones anteriores.
Los artistas participantes fueron: Rhoda Scott Quartet, Jesse Davis, Mauri Sanchís, Tingvall Trio, Jerez Texas, Chiara Civello, Ron Carter quintet, Christian McBride Quintet (con Eric Reed, Steve Wilson, Carl Allen y Warren Wolf), Kevin Mahogany’s Kansas City Revue (con Red Holloway, The Godfathers of Groove y Kathy Kosins), John Fogerty, La Porteña Jazz Band, CTI All Stars Band (Hubert Laws, Bill Evans, Randy Brecker, Russell Malone, Niels Lan Doky, Mark Egan, Jeff “Tain” Watts, Airto Moreira, Flora Purim y Creed Taylor), Wynton Marsalis y The Lincoln Center Jazz Orchestra, Enrico Pieranunzi Trio, Brazilian all stars (con Toninho Horta, Eddie Gómez, Maucha Adnet, Dick Oatts, Helio Alves y Duduka Da Fonseca), Sole Giménez, Victor Bailey group, Barcelona Hot Angels, Costel Nitescu Quartet, Chicago Blues A Living History (Billy Branch, Lurrie Bell, Billy Boy Arnold y John Primer), Francesc Burrull y Laura Simó, Susan Tedeschi, Biel Ballester Trio (Biel Ballester, Leandro Hipaucha y Graci Pedro), Steve Winwood y Omara Portuondo. El premio del festival de este año fue para Wynton Marsalis.

#### XIII edición, 2010
En esta edición se ha tratado de dar un homenaje a Willy Deville y de Hank Jones que han fallecido recientemente y actuaron en la X y IX ediciones del festival respectivamente.
Los artistas participantes fueron: Chris Isaak, Chucho Valdés & The Afrocuban Messengers, Marcus Strickland Quartet, Avishai Cohen Quintet, Canned Heat, Dr. John, Bobby Hutcherson y Cedar Walton Quartet, Dianne Reeves, Javier Vaquero Group, Christian Scott Quintet, Los Bluesfalos, Robben Ford & Bill Evans “Soulgrass Meets Blues”, James Carter Quintet, Women of Chicago Blues (Zora Young, Deitra Farr y Grana Louise), Dhafer Youssef Quartet, Barrelhouse Chuck & Lluís Coloma Quinteto, George Benson, Colina – Serrano Project, Carmen Rodríguez, Richard Galliano Tangaria Quartet, Carol Kidd y Paul Carrack. El premio del festival de este año fue para George Benson que actuó por cuarta vez en el festival.

#### XIV edición, 2011
La 14.ª edición del Festival de Jazz de San Javier estuvo dedicada a la memoria de Gary Moore y Solomon Burke, fallecidos recientemente y que participaron en las ediciones XI y IX respectivamente.
Los artistas participantes fueron: Biel Ballester Trio (Biel Ballester, Graci Pedro y Leandro Hipaucha)+ Costel Nitescu, Albert Lee & Hogan´s Heroes (Gerry Hogan, Gavin Powey, Brian Hodgson y Peter Baron), Sergio Monroy, Lee Ritenour Band (Melvin Davis, Sonny Emory) featuring Gave Grusin, Raynald Colom Sexteto, Monty Alexander Trio, Ludovic Beier New Montmartre Quartet (Christophe Cravero, Diego Imbert, Stéphane Huchard), Ramsey Lewis & His Electric Band (Henry Johnson, Michael Logan, Joshua Ramos, Charles Heath), Carla Cook & Albert Bover Trio, Wynton Marsalis & Jazz at Lincoln Center Orchestra, Jaume Vilaseca Quartet & Ravi Chary, Elvin Bishop, Chicago, Rene Marie, Joe Louis Walker, Niels Lan Doky Trio, Lila Downs, John Socofield Quartet featuring (Mulgrew Miller, Bill Stewart y Scott Colley), Eric Burdon & The Animals, Hiromi: The Trio Proyect featuring (Anthony Jackson & Simon Phillips), Lucky Peterson, Pink Turtle y Chris Farlowe & The Norman Beaker Band ( David John Baldwin, Kim Jun Nishikawara, John David Price, Stephen Harold Gibson). El premio del festival de esta edición fue para Eric Burdon.

#### XV edición, 2012
La 15.ª edición del Festival de Jazz de San Javier estuvo dedicada en gran medida a las mujeres en el jazz, ya que contó con la participación de varias artistas.
Los artistas participantes fueron: Giovanni Mirabassi Trio, Renegade Creation (Michael Landau, Robben Ford, Jimmy Haslip y Gary Novak, Tingvall Trio, Jorge Salan e Invitados, Ian Anderson, Frank Harrison Trio,  Alyth McCormack, John Hiatt, Tom Harrell Quintet, Dana Fuchs, Dayna Kurtz, Terri Lyne Carrington, Dianne Reeves, Ximo Tebar y el IVAM Jazz Ensemble, Keb’ Mo’, Dorantes Cuarteto, Esperanza Fernández, Toquinho, Miles Smiles, Wallace Roney, Larry Coryell, Joey DeFrancesco,
Rick Margitza, Omar Hakim y Darryll Jones, Luis Salinas Cuarteto, Travellin’ Brothers Big Band, José Luis Gutiérrez Quinteto, Lucrecia y Eliane Elias, que recibió el premio del festival.

#### XVI edición, 2013
La 16.ª edición del Festival de Jazz de San Javier estuvo dedicada a la memoria de los músicos Bebo Valdés, Fontella Bass, Dave Brubeck y Alan “Mr.Fabulous” fallecidos este año y que pasaron por otras ediciones del festival.
Los artistas participantes fueron: Abdón Alcaraz, Jorge Reyes, Enrique Heredia "El Negri", Dhafer Youssef Quartet, Avishai Cohen Quartet, Alain Pérez, Julio Montalvo & The Cuban Collective, Grace Kelly, Lynne Arriale &  René Marie Quintet, Bill Evans & The Soulgrass Band, Jonathan Batiste & Stay Human, John Pizzarelli Quartet, Uriah Heep, John Lawton, Thierry Lang Trio & Matthieu Michel, The Original Blues Brothers Band, Bettye Lavette, Shuggie Otis, Albert Marqués Trío & Jordi Bonell, The Lincoln Center Jazz Orchestra & Wynton Marsalis,  Pedro Iturralde Cuarteto, Judith Mateo, Víctor Aneiros Band, Julie Guravich, Mingo Balaguer y Patxi Valverde, China Moses, Raphaël Lemonnier, Lou Donaldson Quartet,  Chuchito Valdés Cuarteto y Sandra Carrasco. El premio del festival de esta edición fue para Pedro Iturralde.

#### XVII edición, 2014
La 17.ª edición del Festival de Jazz de San Javier estuvo dedicada en su cartel a las mujeres cantantes de jazz.
Los artistas participantes fueron: George Benson, Michel Camilo trío, Bobby McFerrin, Lluis Coloma septeto, Lucky Peterson, Pink Turtle, Booker T. Jones, Sergio Monroy sexteto, Preservation Hall Jazz Band, Mary Stallings, Eric Reed trío, The Family Stone, Pegasus, Chicago Blues, Triosence, Bassment project, Sole Giménez con la Sedajazz Big Band, Giovanni Mirabassi, Melanie Dahan, Marc Berthoumieux quartet, Lucrecia y Havana Street Band, Chuck Loeb, Lee Ritenour y Dave Grusin. El premio del festival de esta edición fue para Freddy Cole en reconocimiento a su carrera.

## Premiados
A partir del año 2002 el Ayuntamiento de San Javier crea un premio del festival crea una distinción especial para artistas y personas del mundo del jazz. 
- 2002	RICHARD GALLIANO
- 2003	CHARLIE MUSSELWHITE
- 2004	MICHEL CAMILO
- 2005	CHANO DOMÍNGUEZ
- 2006	RAMSEY LEWIS
- 2007	LUIS SALINAS
- 2008	HERBIE HANCOCK
- 2009	WYNTON MARSALIS
- 2010	GEORGE BENSON
- 2011	ERIC BURDON
- 2012	ELIANE ELIAS
- 2013	PEDRO ITURRALDE
- 2014	FREDDY COLE
- 2015	DIANNE REEVES
- 2016	IGNASI TERRAZA / KEVIN MAHOGANY
- 2017	JOHN PIZZARELLI
- 2018, Chick Corea, pianista
- 2019, Ron Carter, contrabajista
- 2021, Monty Alexander, pianista y Alberto Nieto, ex-director del festival[12]
- 2022, Kenny Barron, pianista
- 2023, Ximo Tebar, guitarrista
- 2024, Antonio Serrano, armonicista.